# Amerikaanse presidentsverkiezingen 2016
De Amerikaanse presidentsverkiezingen van 2016 waren de 58e presidentsverkiezingen van de Verenigde Staten van Amerika en vonden plaats op 8 november 2016. Het US Elections Project schat dat 131,7 miljoen Amerikanen stemden van de 231 miljoen die daartoe gerechtigd waren - een opkomst van 56,9 procent. Gekozen werden de 45e president en de 48e vicepresident van de Verenigde Staten. De zittende Amerikaanse president Barack Obama kon zich niet kandidaat stellen voor deze verkiezingen omdat hij reeds aan zijn tweede ambtstermijn bezig was.
Donald Trump, kandidaat namens de Republikeinse Partij, versloeg de Democratische kandidaat Hillary Clinton en werd zo verkozen tot de 45e president van de Verenigde Staten, met Mike Pence als vicepresident. Hoewel Trump de benodigde meerderheid in het Kiescollege (306 tegenover 232 kiesmannen) haalde, slaagde hij er niet in de zogenaamde popular vote te winnen. Clinton haalde 65.844.954 (48,2%) stemmen tegenover 62.979.879 (46,1%) voor Trump, een verschil van bijna 3 miljoen stemmen.
Tegelijkertijd met de presidentsverkiezingen werd ook een deel van het Amerikaans Congres gekozen. De Republikeinen behaalden in zowel de Senaat als in het Huis van Afgevaardigden een meerderheid. De "popular vote" voor het Huis van Afgevaardigden (dat in zijn geheel herkozen werd) gaf een van de presidentsverkiezingen afwijkend beeld te zien. In het Huis wonnen juist de Republikeinen met circa drie miljoen stemmen verschil.
Bij de stemming van het kiescollege kreeg Donald Trump de steun van 304 kiesmannen en Hillary Clinton van 227. Een recordaantal van zeven kiesmannen week af van de verkiezingsopdracht: twee kiesmannen van Trump en vijf kiesmannen van Hillary Clinton stemden anders dan zij hadden toegezegd. Drie van deze zogenaamde "faithless electors" stemden voor Colin Powell. De vier andere stemmen gingen naar John Kasich, Ron Paul, Bernie Sanders en Faith Spotted Eagle.

## Presidentskandidaten
Na een reeks van voorverkiezingen kwamen bij de Democratische Partij Hillary Clinton en bij de Republikeinse Partij Donald Trump naar voren als de genomineerde kandidaten voor de presidentsverkiezingen op 8 november 2016. Op de partijconventies in juli werden de kandidaten en de running mates officieel voorgedragen namens hun respectievelijke partij. Namens de Democratische Partij werd Tim Kaine als vicepresidentskandidaat genomineerd en bij de Republikeinse Partij werd Mike Pence als vicepresidentskandidaat geselecteerd. Namens de Libertarische Partij werden de voormalige Republikeinen Gary Johnson als presidentskandidaat en Bill Weld als vicepresidentskandidaat genomineerd. De Groene Partij nomineerde Jill Stein als presidentskandidate en Ajamu Baraka als vicepresidentskandidaat.
Naast deze vier grote partijen namen nog 25 onafhankelijke kandidaten deel aan de verkiezing met one-issue of kleinschalige partijen. Doorgaans spelen zij geen rol van betekenis. Voorbeelden van dergelijke kandidaten zijn Darren Castle voor de Constitution Party, James Hedges voor de Prohibition Party en Dan Vacek voor de Legal Marijuana Now Party. Deze kandidaten staan niet in alle Amerikaanse staten op het stembiljet, maar kunnen wel in de meeste staten als 'write-in' kandidaat worden gekozen. Men schrijft dan op het stembiljet de naam van zijn favoriete kandidaat in plaats van een van de geprinte kandidaten te kiezen.
- Voormalig 
 Minister van 
 Buitenlandse Zaken 
 Hillary Clinton 
 uit New York 
 Democratische Partij

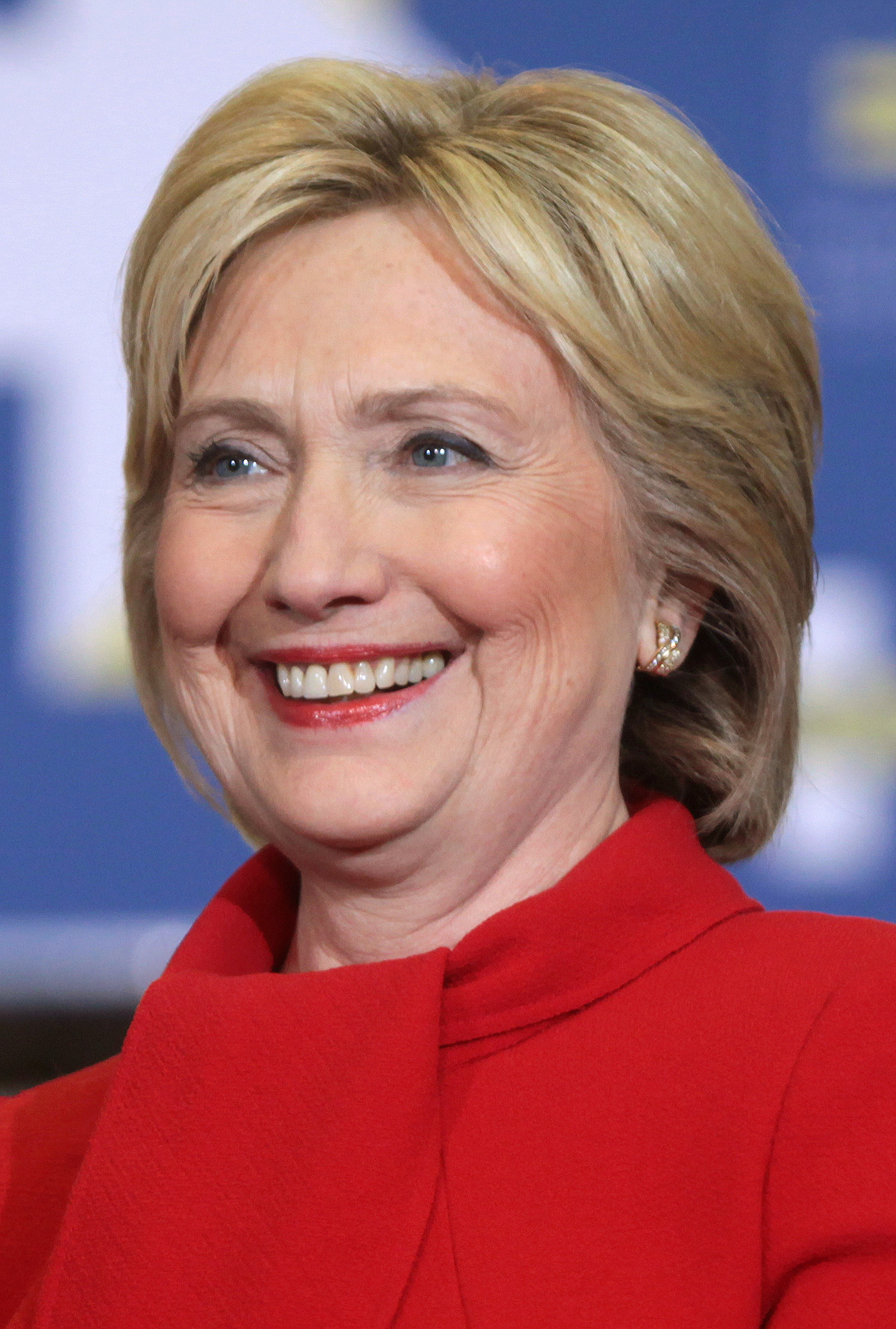
Voormalig Minister van Buitenlandse Zaken Hillary Clinton uit New York Democratische Partij
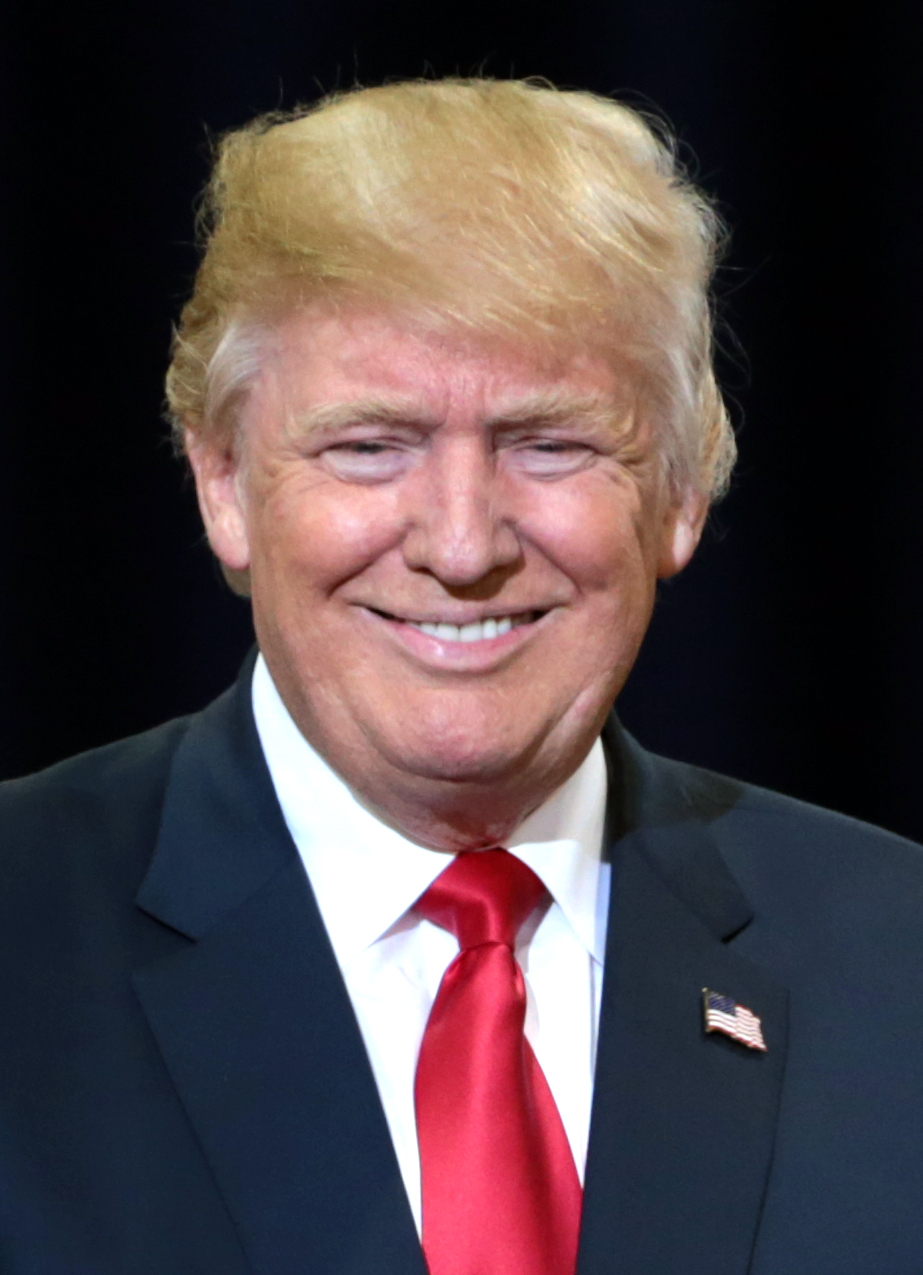
Ondernemer Donald Trump uit New York Republikeinse Partij
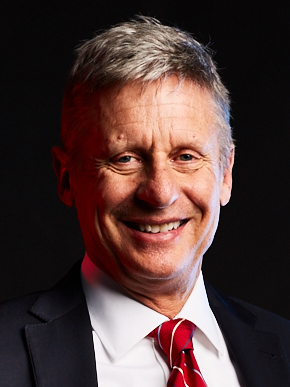
Voormalig Gouverneur Gary Johnson uit New Mexico Libertarische Partij
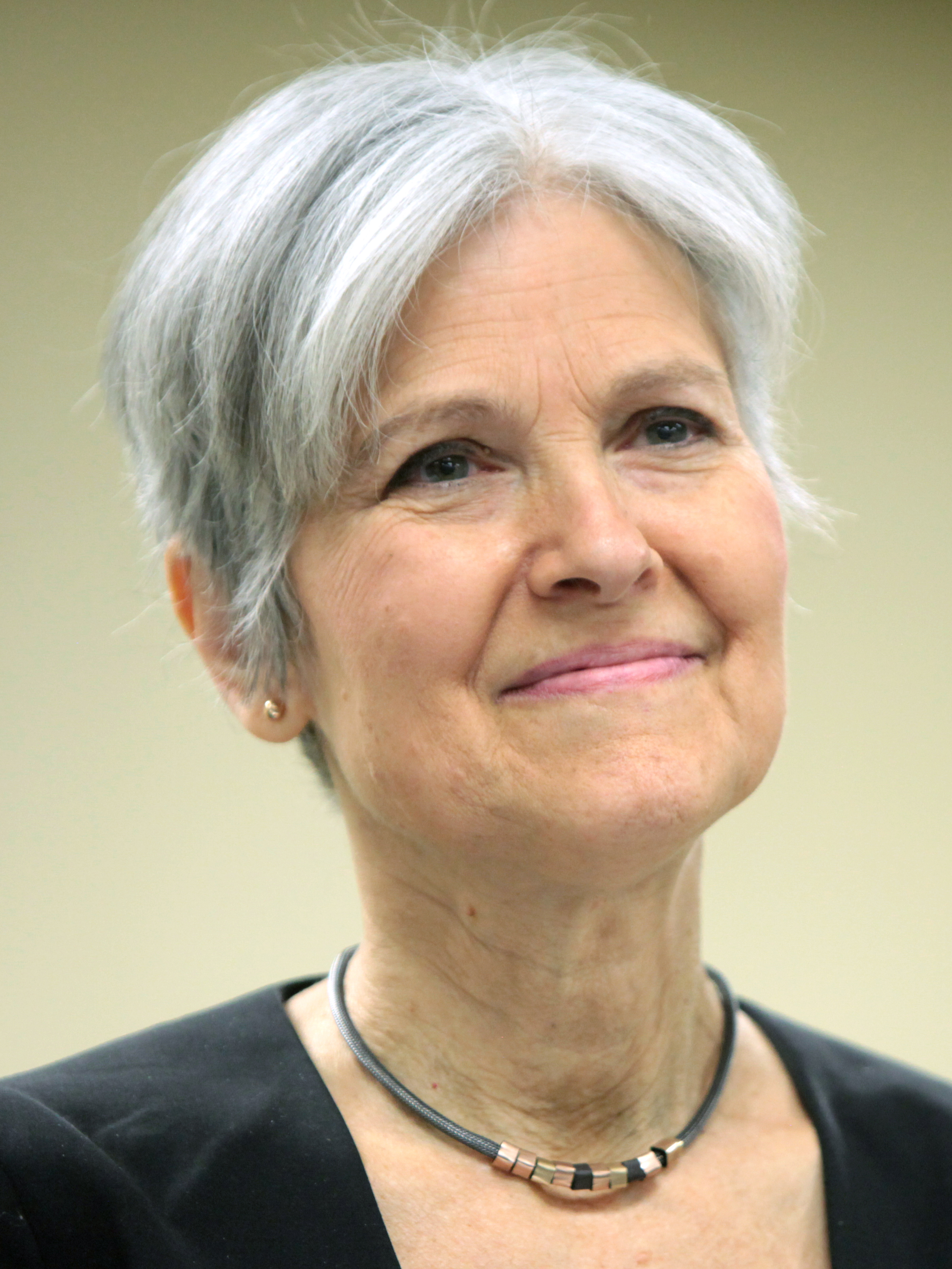
Activist Jill Stein uit Massachusetts Groene Partij

- Voormalig 
 Gouverneur 
 Gary Johnson 
 uit New Mexico 
 Libertarische Partij
- Activist 
 Jill Stein 
 uit Massachusetts 
 Groene Partij

## Vicepresidentskandidaten

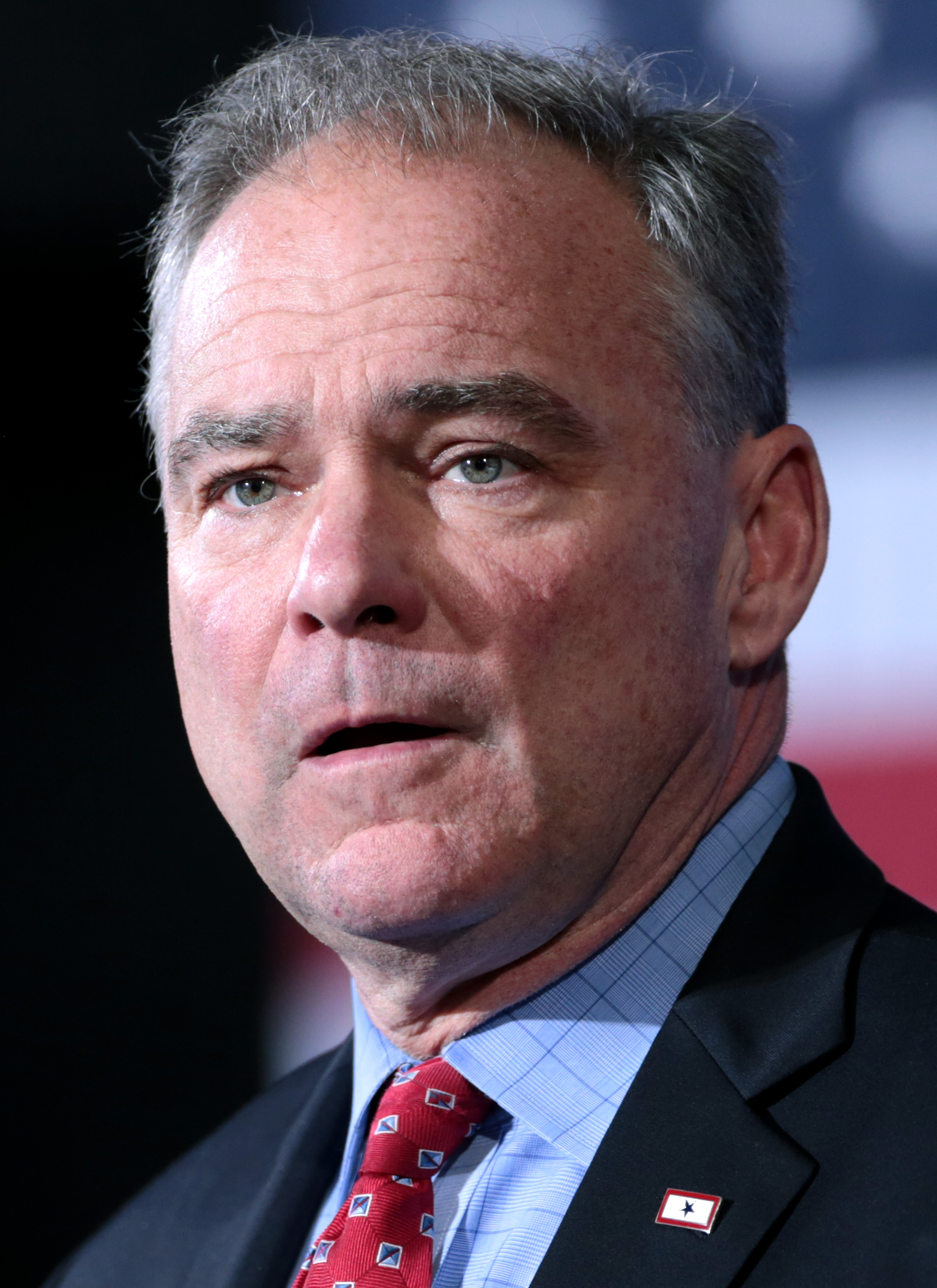
Senator Tim Kaine uit Virginia Democratische Partij
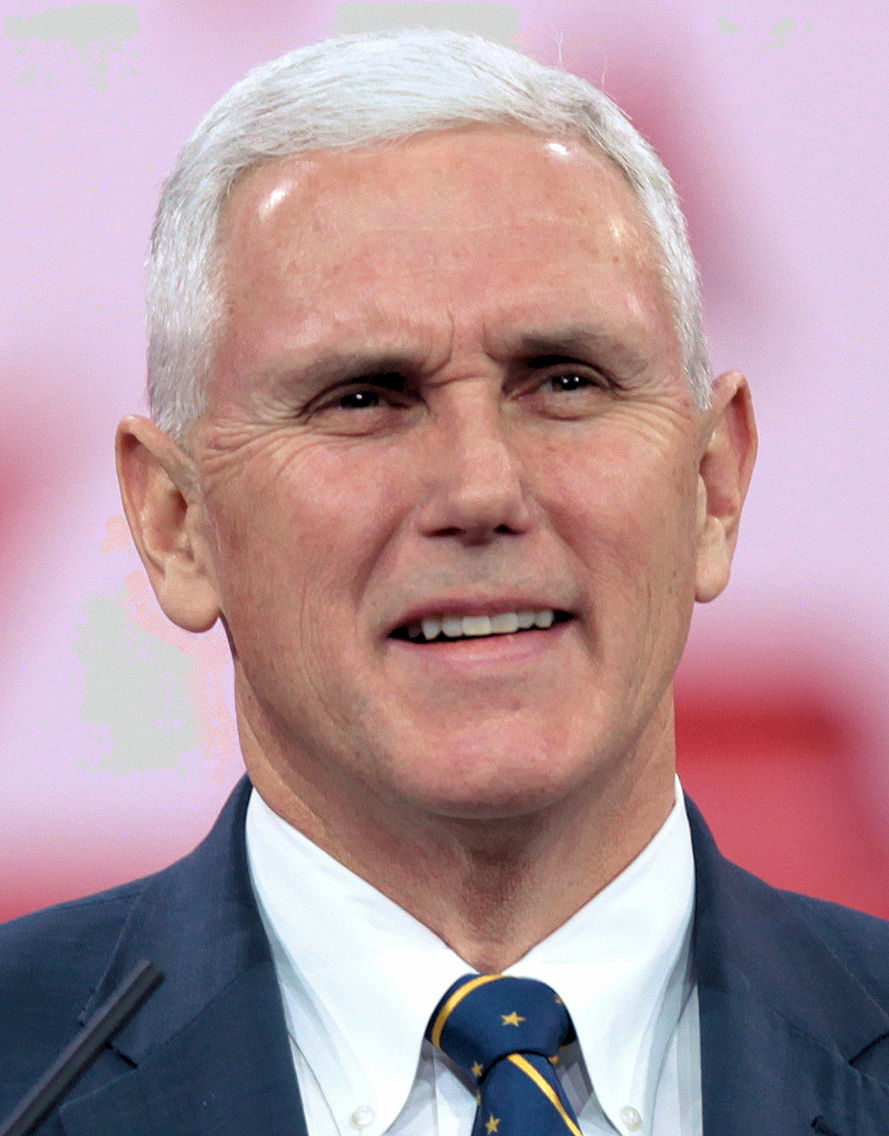
Gouverneur Mike Pence uit Indiana Republikeinse Partij
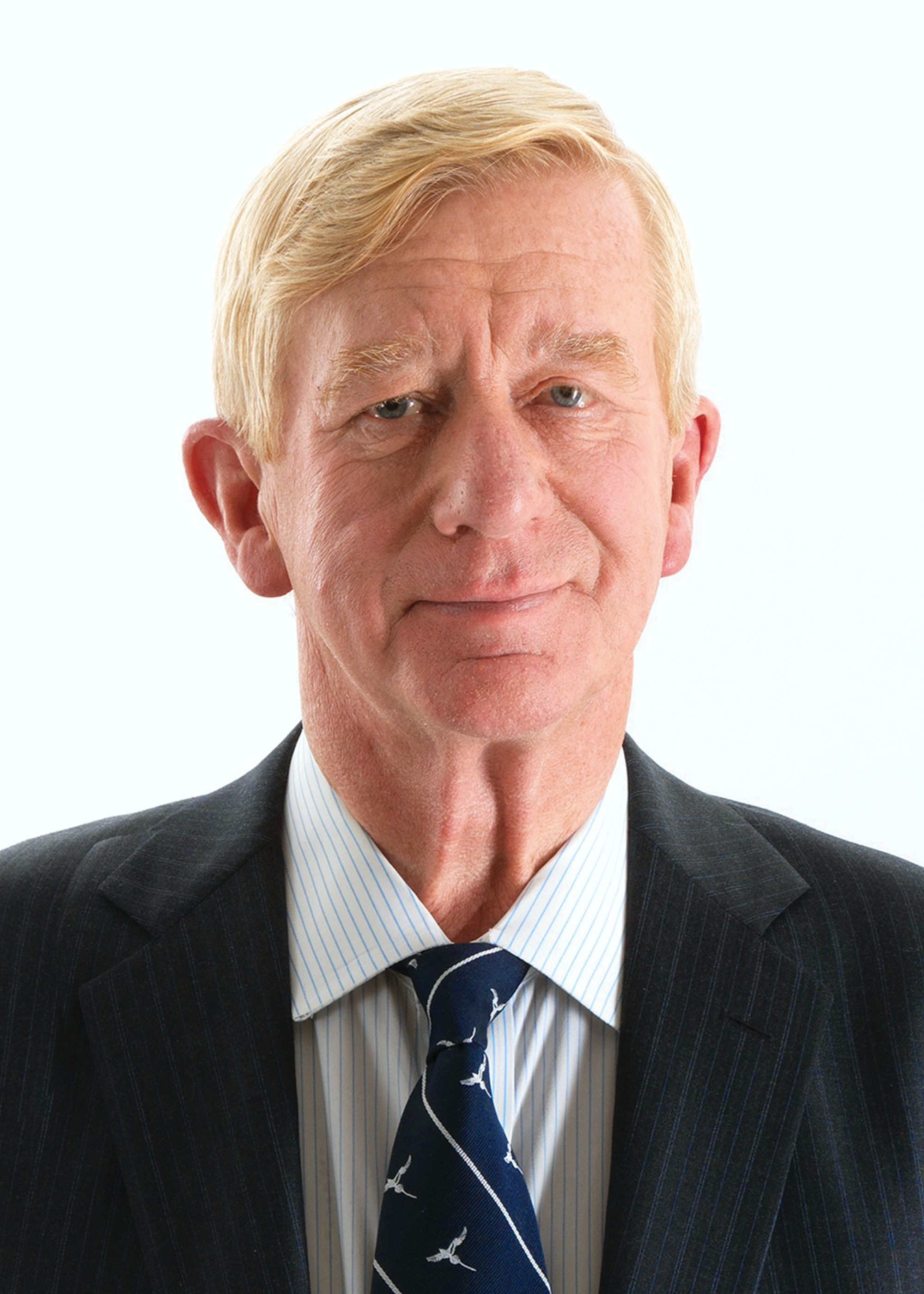
Voormalig Gouverneur Bill Weld uit Massachusetts Libertarische Partij
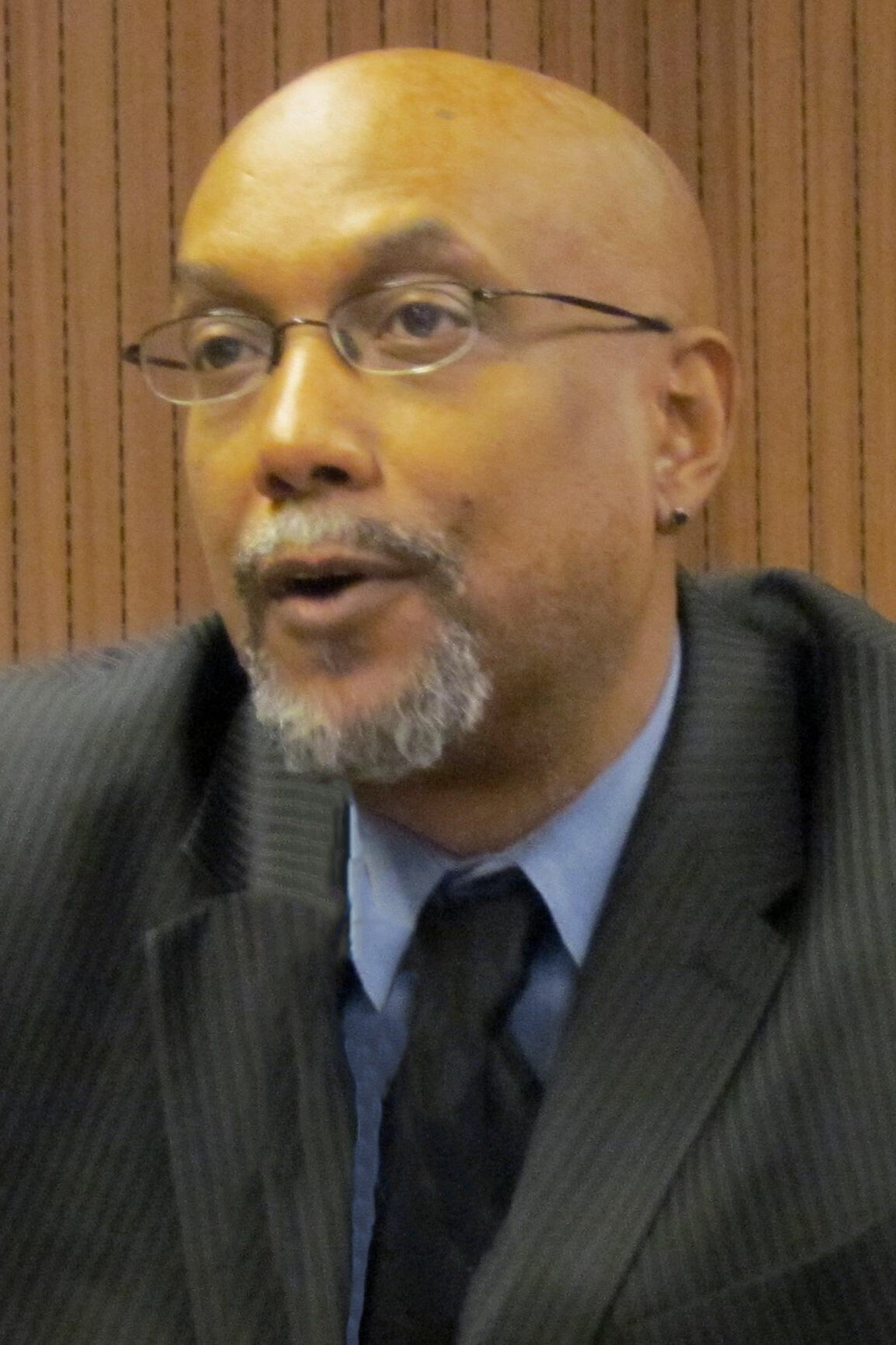
Activist Ajamu Baraka uit Illinois Groene Partij

- Voormalig 
 Gouverneur 
 Bill Weld 
 uit Massachusetts 
 Libertarische Partij
- Activist 
 Ajamu Baraka 
 uit Illinois 
 Groene Partij

## Achtergrond
Artikel 2 van de Amerikaanse grondwet zegt dat iemand bij geboorte staatsburger van de Verenigde Staten moet zijn, er veertien jaar moet wonen en minstens 35 jaar oud moet zijn, om zich verkiesbaar te mogen stellen voor, en te dienen als, president van de Verenigde Staten. Kandidaten voor het presidentschap streven om te beginnen meestal naar de voordracht van een van de verschillende politieke partijen van de Verenigde Staten.

## Voorverkiezingen
In de aanloop naar de eigenlijke verkiezing in november houden partijen primaries en caucuses. Dit zijn voorverkiezingen om de kandidaat voor hun partij te nomineren. Die vinden niet op één verkiezingsdag plaats, maar verspreid over per staat verschillende data. Iowa was als eerste staat aan de beurt op 1 februari; de laatste staten stemden pas in juni. Op de partijconventies in juli 2016 werden de winnende kandidaten genomineerd. Dit is doorgaans een formaliteit, aangezien de kandidaten die in de eerste voorverkiezingen weinig stemmen haalden zich tijdens de voorverkiezingen terugtrekken.

### Democratische Partij
Hieronder vermelde individuen hebben een of beide van de volgende acties ondernomen: formeel hun presidentiële nominatie voor de Democratische Partij aangekondigd en/of zich aangemeld als Democratisch presidentskandidaat bij de Federal Election Commission (FEC) (voor andere dan onderzoekende doeleinden).

#### Genomineerde kandidaat
- Hillary Clinton, minister van Buitenlandse Zaken (2009-2013); senator voor New York (2001-2009).[13] Daarnaast was zij van 1993-2001 als echtgenote van president Bill Clinton de first lady van de VS.

Verkiezingscampagnelogo van Hillary Clinton en Tim Kaine.

#### Kandidaten in de voorverkiezingen
De kandidaten zijn op datum van terugtrekking gesorteerd.
- Jim Webb, senator voor Virginia (2007–2013); minister van de Marine (1987–1988). Campagne beëindigd op 20 oktober 2015.[14]
- Lincoln Chafee, gouverneur van Rhode Island (2011–2015); senator voor Rhode Island (1999–2007); burgemeester van Warwick (1992–1999). Campagne beëindigd op 23 oktober 2015.[15]
- Lawrence Lessig, hoogleraar rechten aan de Harvard Law School (1997–2000, 2009–heden); hoogleraar rechten aan de Stanford Law School (2000–2009); hoogleraar rechten aan de University of Chicago Law School (1991–1997). Campagne beëindigd op 2 november 2015.[16]
- Martin O'Malley, gouverneur van Maryland (2007–2015); burgemeester van Baltimore (1999–2007). Campagne beëindigd op 1 februari 2016.[17] Steunde vervolgens Hillary Clinton.[18]
- Bernie Sanders, senator voor Vermont (2007–heden); afgevaardigde voor Vermont (1991–2007); burgemeester van Burlington (1981–1989).[19] Campagne beëindigd op 12 juli 2016. Gaf zijn steun daarna aan Hillary Clinton.[20]

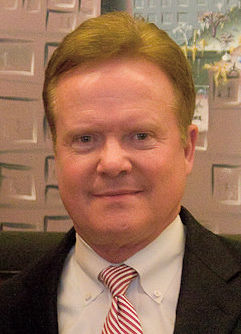
Jim Webb uit Virginia
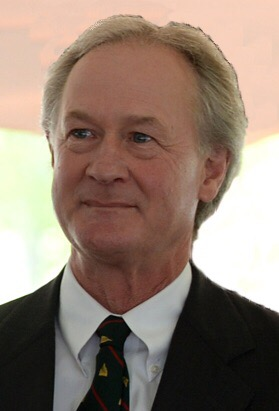
Lincoln Chafee uit Rhode Island
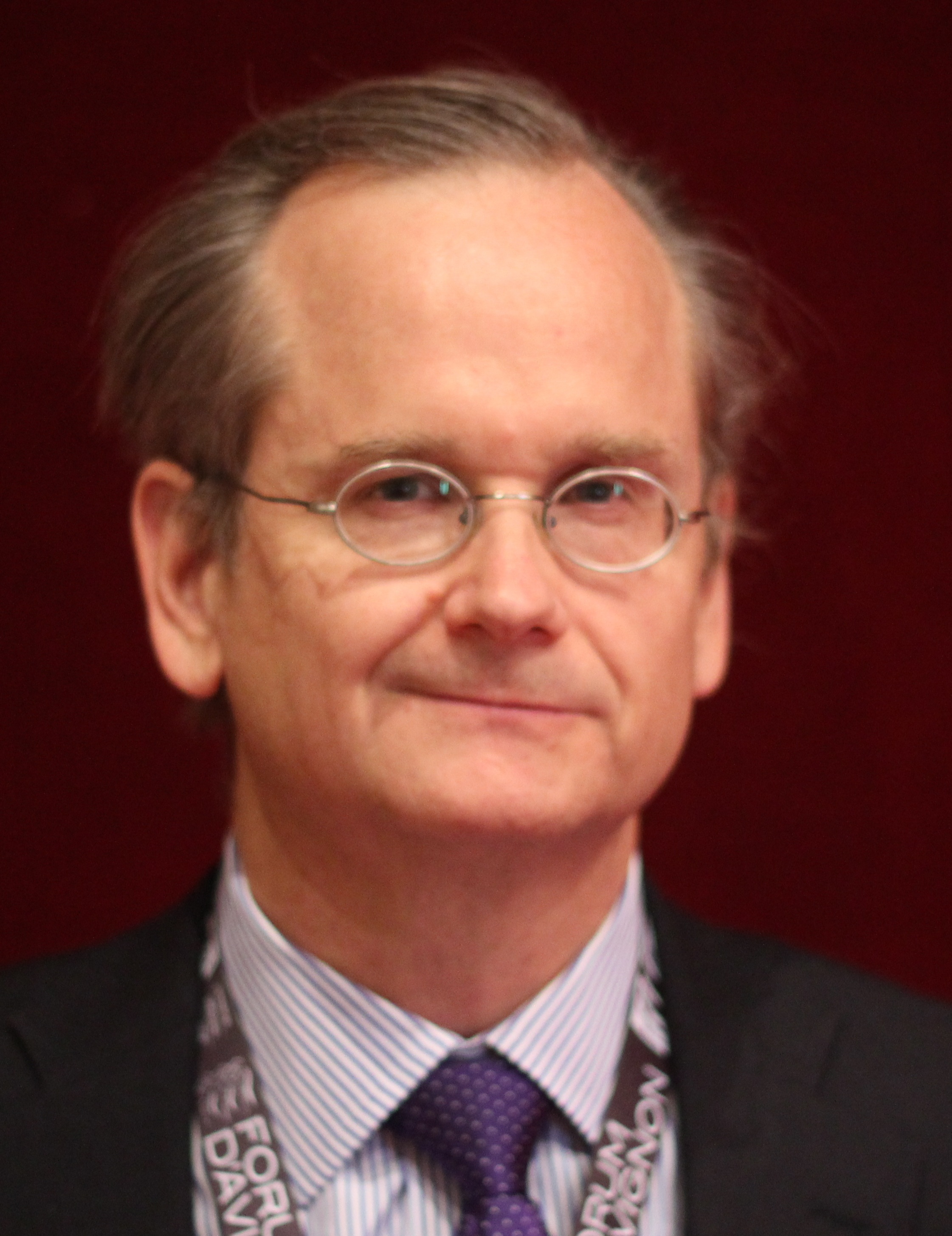
Lawrence Lessig uit Massachusetts
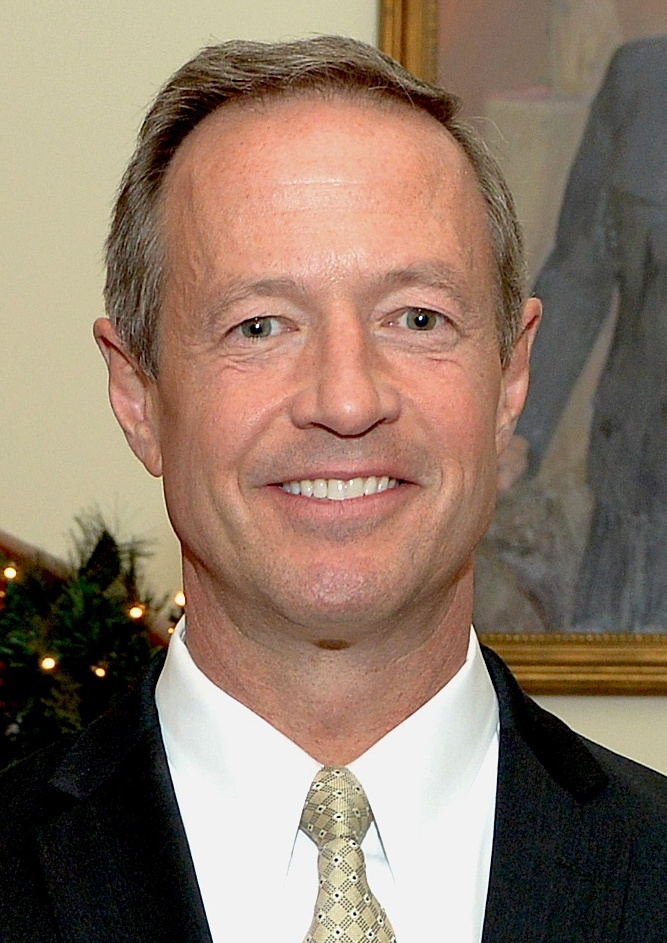
Martin O'Malley uit Maryland
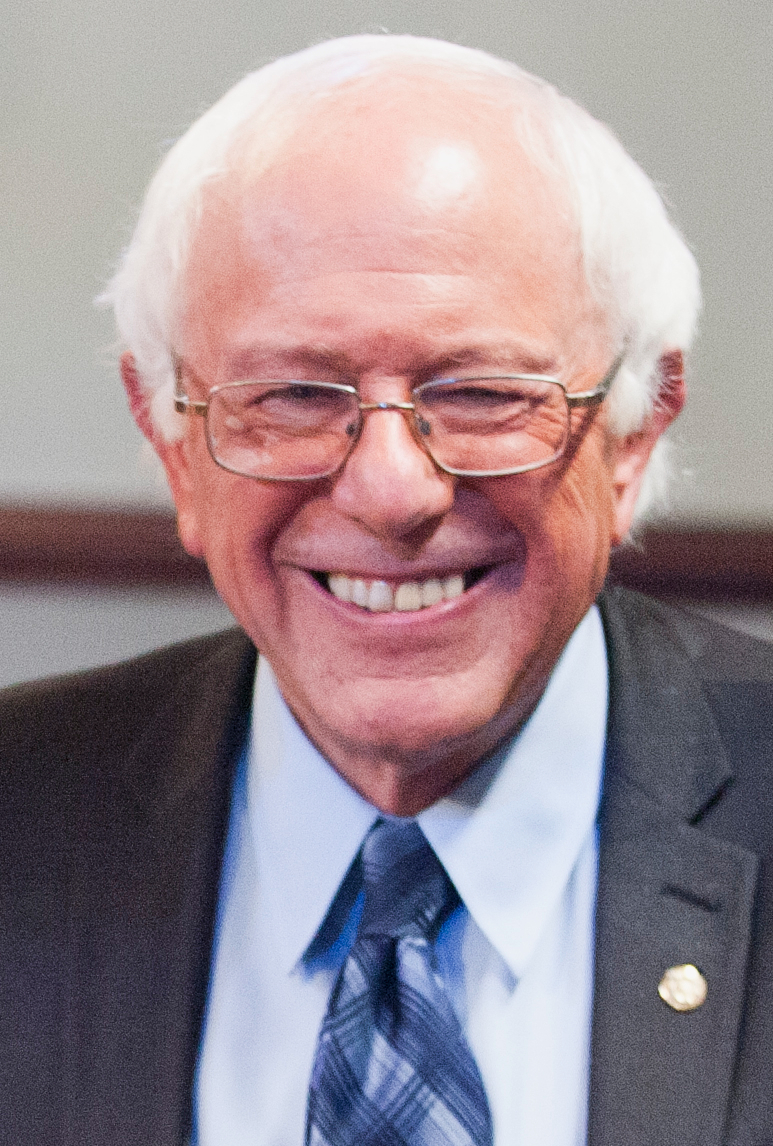
Bernie Sanders uit Vermont

### Republikeinse Partij
Hieronder vermelde individuen hebben een of beide van de volgende acties ondernomen: formeel hun presidentiële nominatie voor de Republikeinse Partij aangekondigd en/of zich aangemeld als Republikeins presidentskandidaat bij de Federal Election Commission (FEC) (voor andere dan onderzoekende doeleinden).

#### Genomineerde kandidaat
- Donald Trump, bestuursvoorzitter van The Trump Organization (1971–2017)[21]

Verkiezingscampagnelogo van Donald Trump en Mike Pence.

#### Kandidaten in de voorverkiezingen
De kandidaten zijn op datum van terugtrekking gesorteerd.
- Rick Perry, gouverneur van Texas (2000–2015); luitenant-gouverneur van Texas (1999–2000); secretaris-generaal departement voor Landbouw van Texas (1991–1999). Campagne beëindigd op 11 september 2015. Gaf zijn steun daarna aan Ted Cruz.[22]
- Scott Walker, gouverneur van Wisconsin (2011–2019). Campagne beëindigd op 21 september 2015.[23]
- Bobby Jindal, gouverneur van Louisiana (2008–2016); afgevaardigde voor Louisiana (2005–2008); directeur-generaal departement voor Planning en Evaluatie ministerie van Volksgezondheid en Sociale Zaken (2001–2003); secretaris-generaal departement voor Volksgezondheid van Louisiana (1996–1998). Campagne beëindigd op 18 november 2015. Gaf zijn steun daarna aan Marco Rubio.[24]
- Lindsey Graham, senator voor South Carolina (2003–heden); afgevaardigde voor South Carolina (1995–2003). Campagne beëindigd op 21 december 2015.[25]
- George Pataki, gouverneur van New York (1995–2006); burgemeester van Peekskill (1981–1984). Campagne beëindigd op 29 december 2015. Gaf zijn steun daarna aan Marco Rubio[26]
- Mike Huckabee, gouverneur van Arkansas (1996–2007); luitenant-gouverneur van Arkansas (1993–1996). Campagne beëindigd op 1 februari 2016.[27]
- Rand Paul, senator voor Kentucky (2011–heden).[28] Campagne beëindigd op 3 februari 2016.[29]
- Rick Santorum, senator voor Pennsylvania (1995–2007); afgevaardigde voor Pennsylvania (1991–1995).[30] Campagne beëindigd op 4 februari 2016. Gaf zijn steun daarna aan Marco Rubio.[31]
- Chris Christie, gouverneur van New Jersey (2010–2018); officier van justitie voor het district van New Jersey (2002–2008).[32] Campagne beëindigd op 10 februari 2016. Gaf zijn steun daarna aan Donald Trump.[33]
- Carly Fiorina, bestuursvoorzitter van Hewlett-Packard (1999–2005).[34] Campagne beëindigd op 10 februari 2016. Gaf haar steun daarna aan Ted Cruz.[33]
- Jim Gilmore, voorzitter van de Republican National Committee (2001–2002); gouverneur van Virginia (1998–2002); procureur-generaal van Virginia (1994–1997).[35] Campagne beëindigd op 13 februari 2016.[36]
- Jeb Bush, gouverneur van Florida (1999–2007); secretaris-generaal departement voor Economische Zaken van Florida (1987–1987).[37] Campagne beëindigd op 21 februari 2016. Steunde vervolgens Ted Cruz.[38]
- Ben Carson, directeur pediatrisch neurochirurgie bij Johns Hopkins Hospital in Maryland (1984–2013).[39] Campagne beëindigd op 4 maart 2016. Gaf zijn steun daarna aan Donald Trump.[40]
- Marco Rubio, senator voor Florida (2011–heden).[41] Campagne beëindigd op 15 maart 2016.[42]
- Ted Cruz, senator voor Texas (2013–heden); openbaar aanklager van Texas (2003–2008).[43] Campagne beëindigd op 3 mei 2016.[44]
- John Kasich, gouverneur van Ohio (2011–2019); afgevaardigde voor Ohio (1983–2001).[45] Campagne beëindigd op 4 mei 2016.[46]

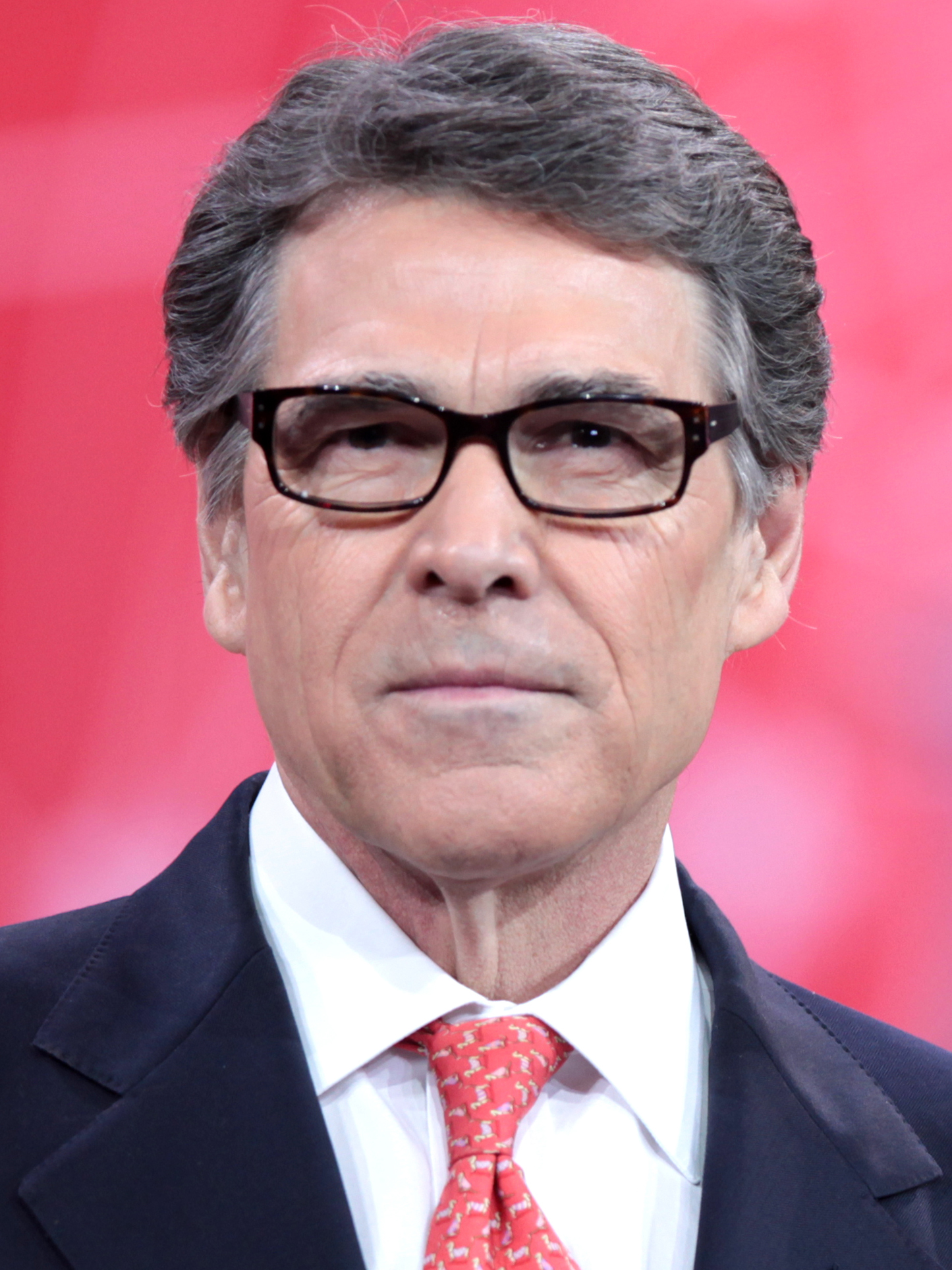
Rick Perry uit Texas
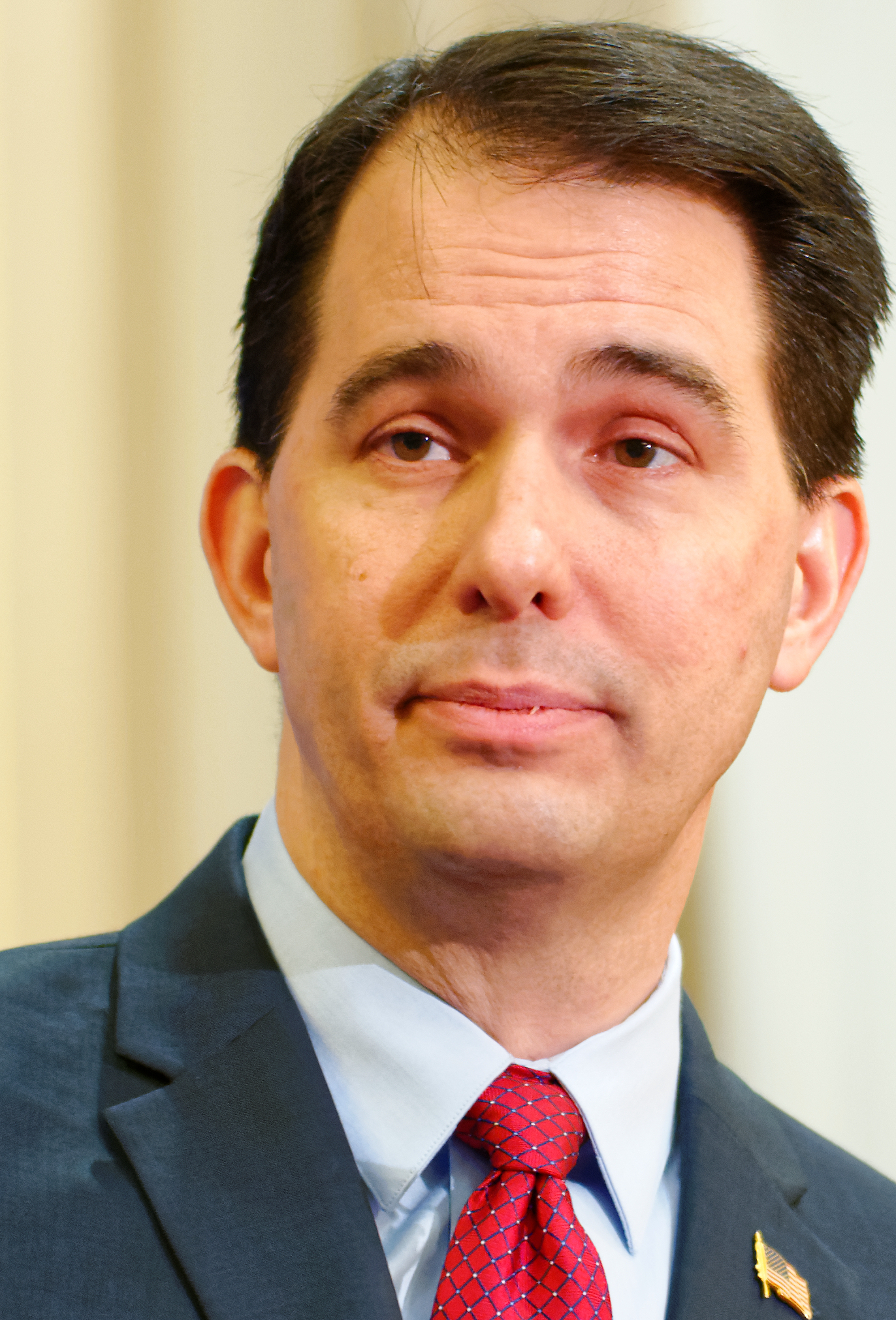
Scott Walker uit Wisconsin
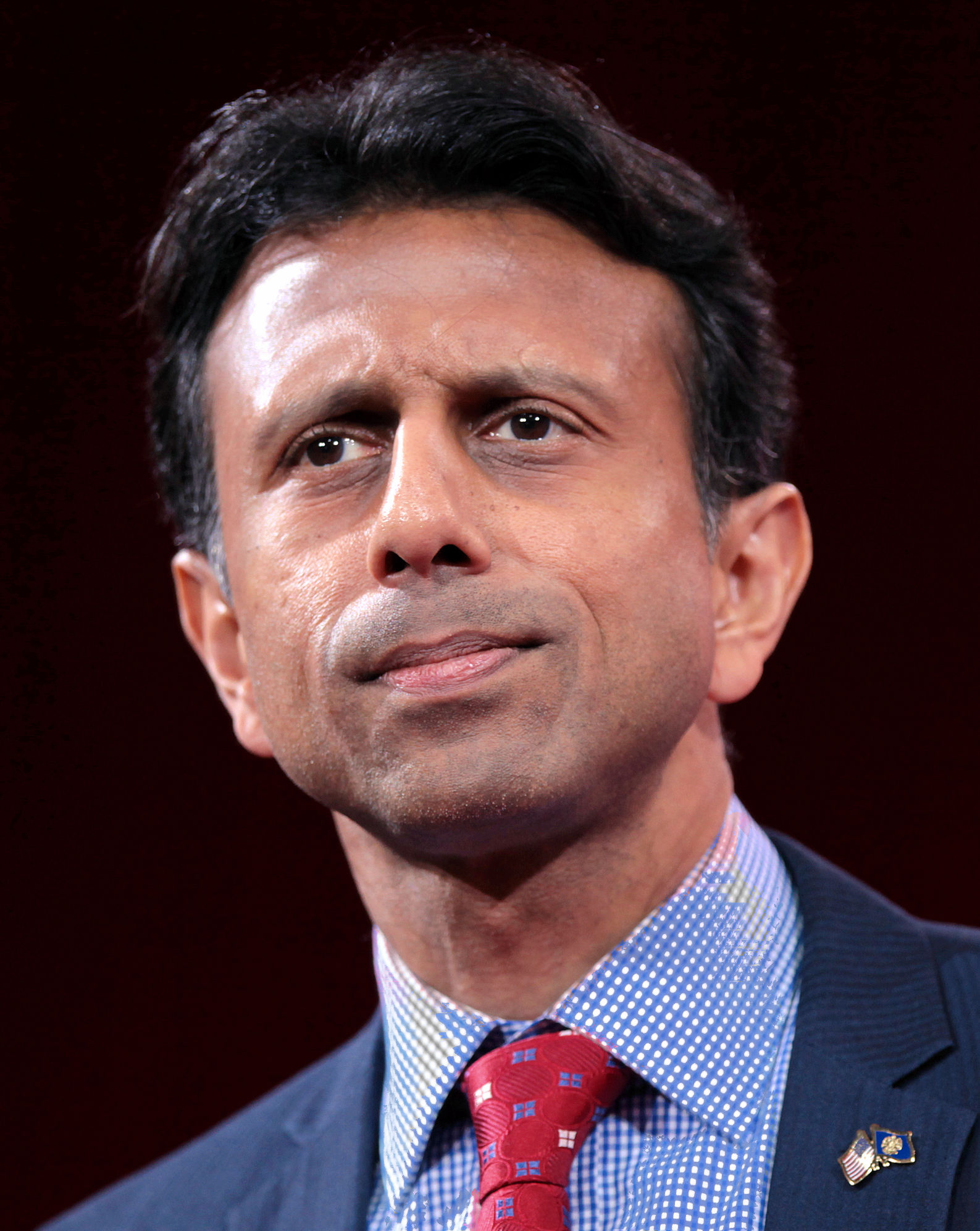
Bobby Jindal uit Louisiana
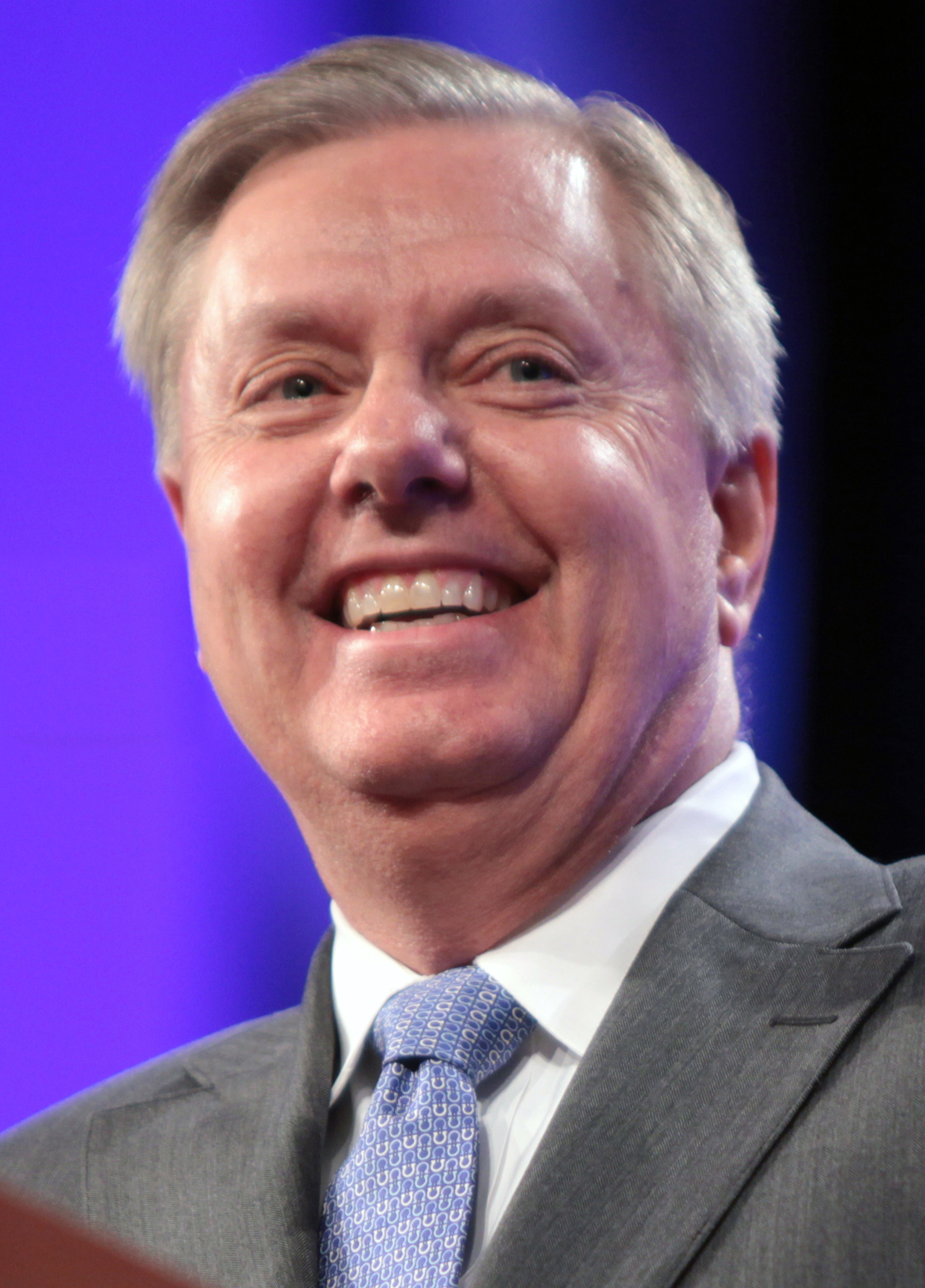
Lindsey Graham uit South Carolina
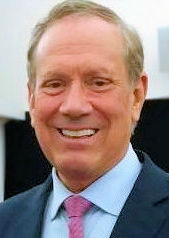
George Pataki uit New York
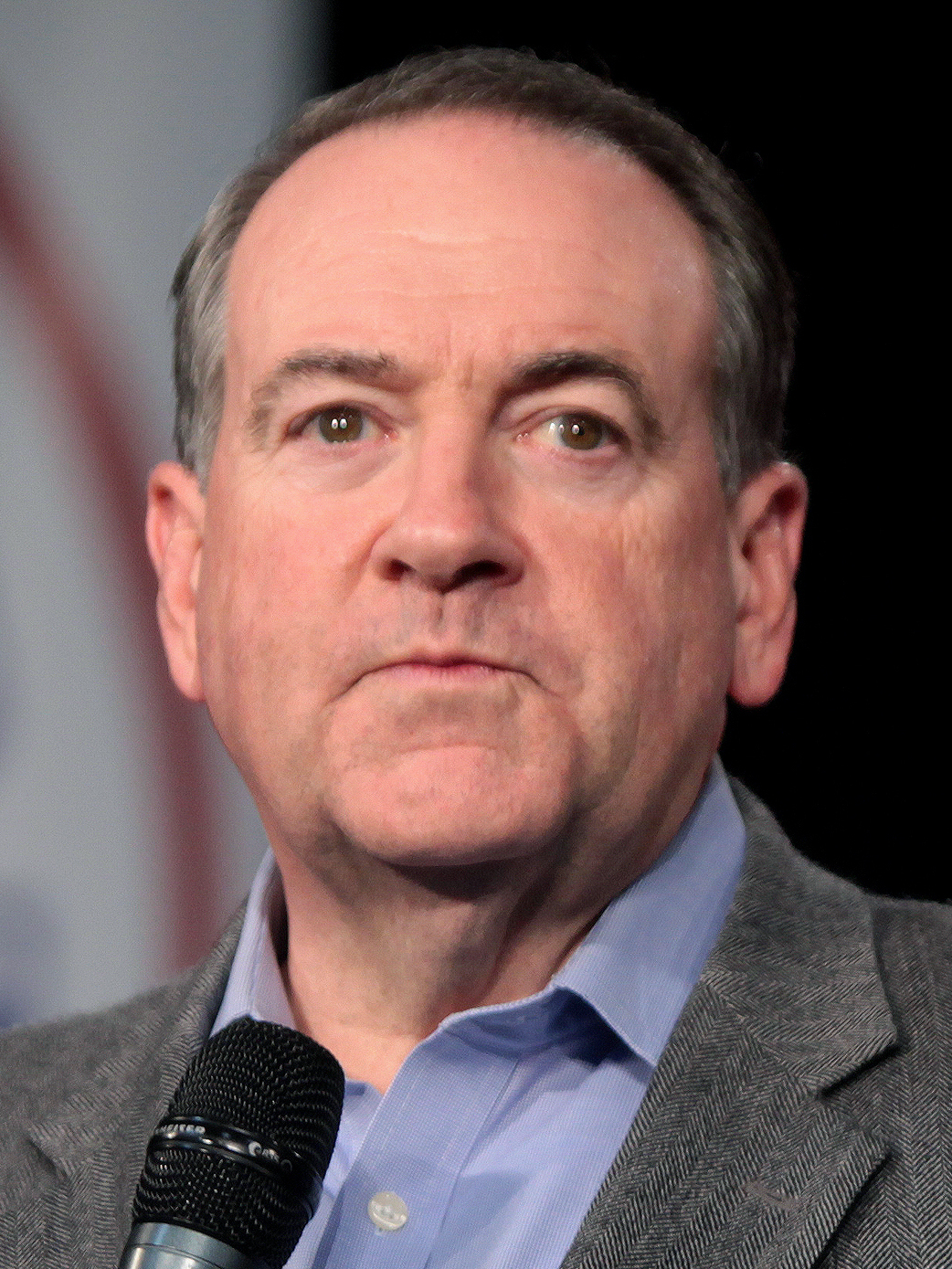
Mike Huckabee uit Arkansas
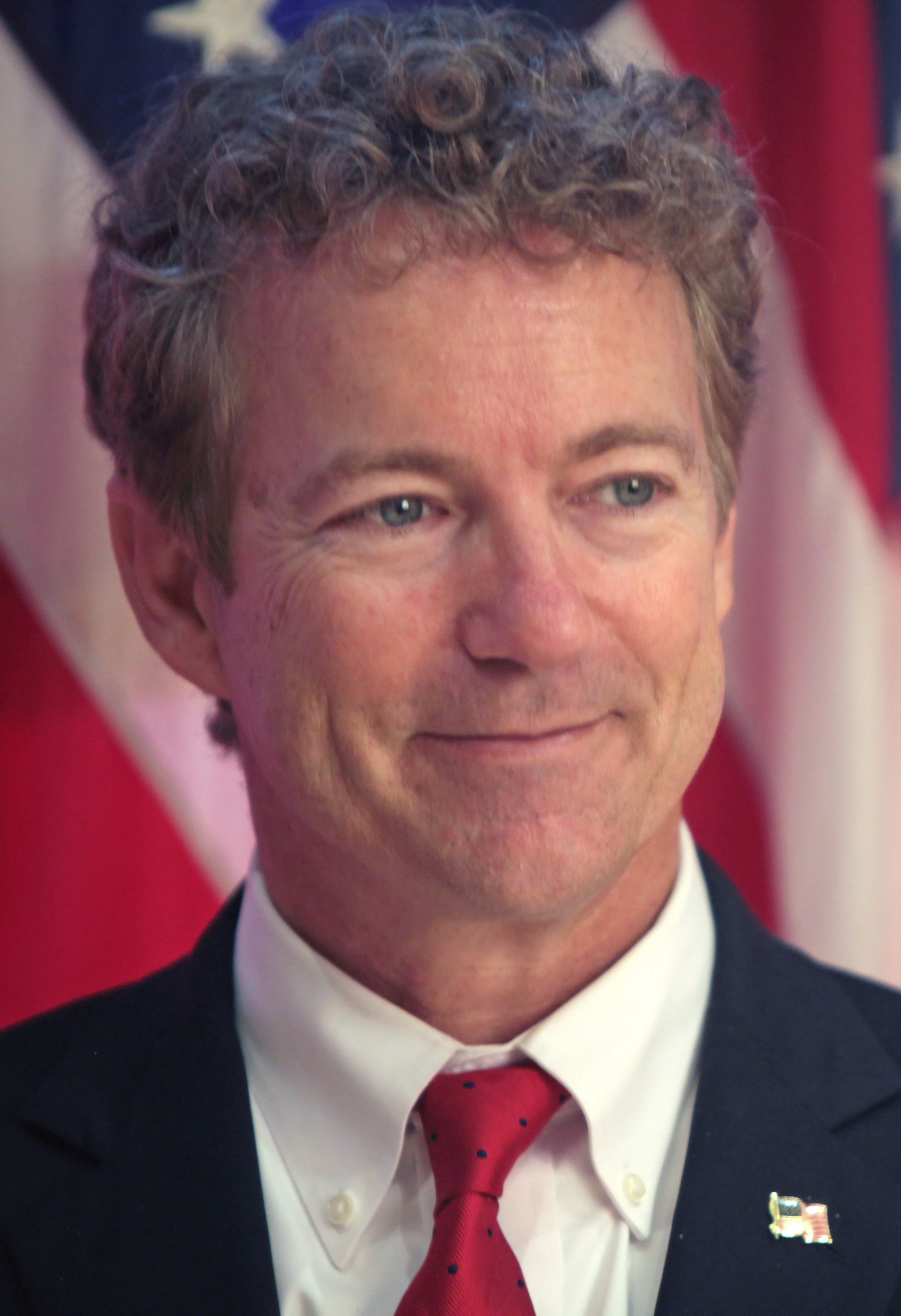
Rand Paul uit Kentucky
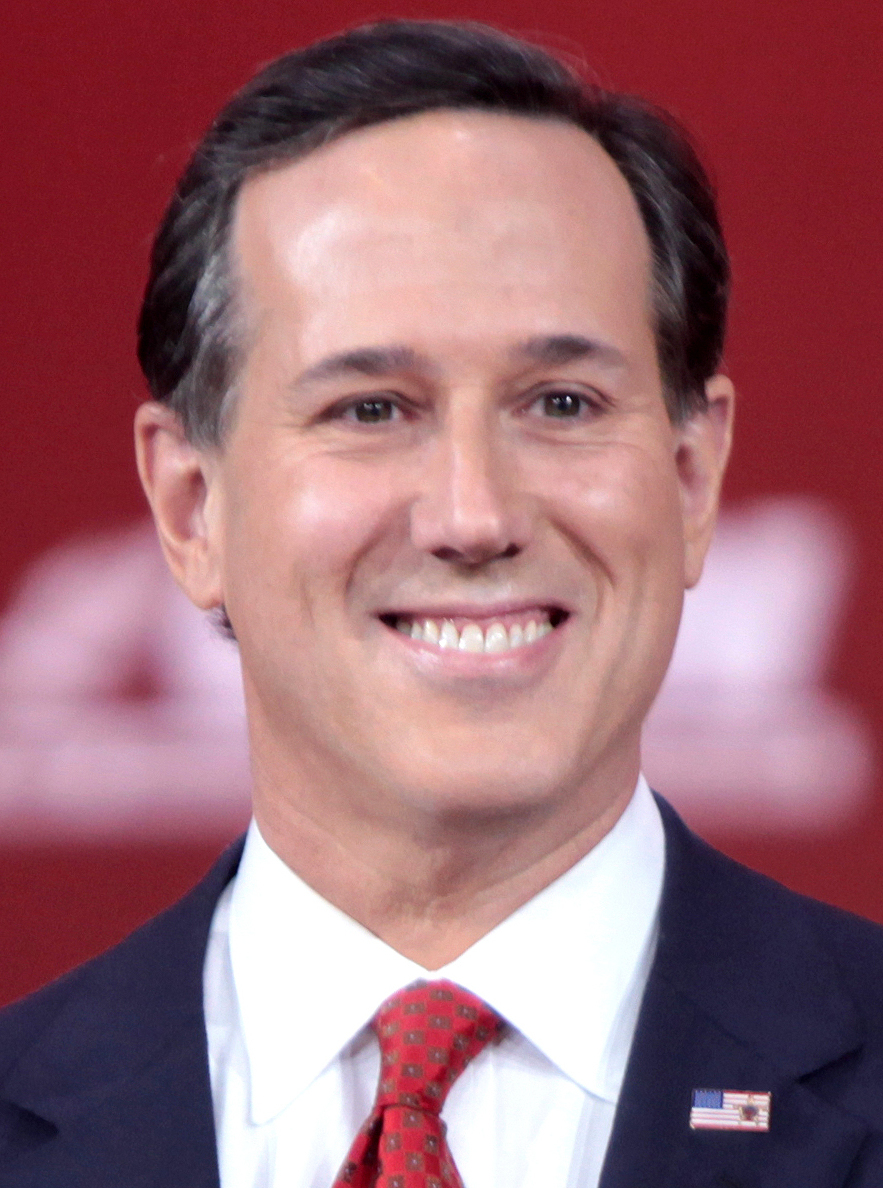
Rick Santorum uit Pennsylvania
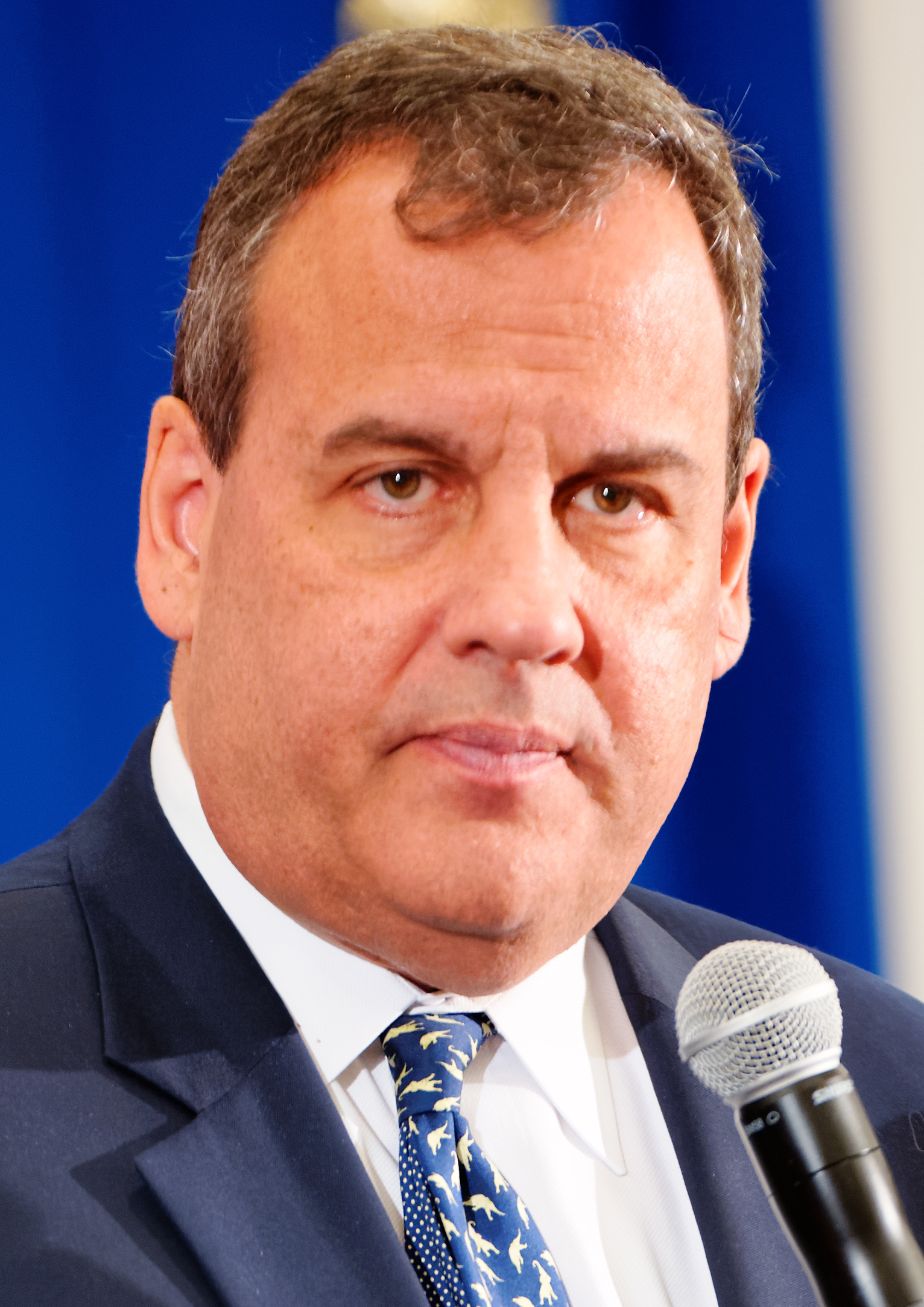
Chris Christie uit New Jersey
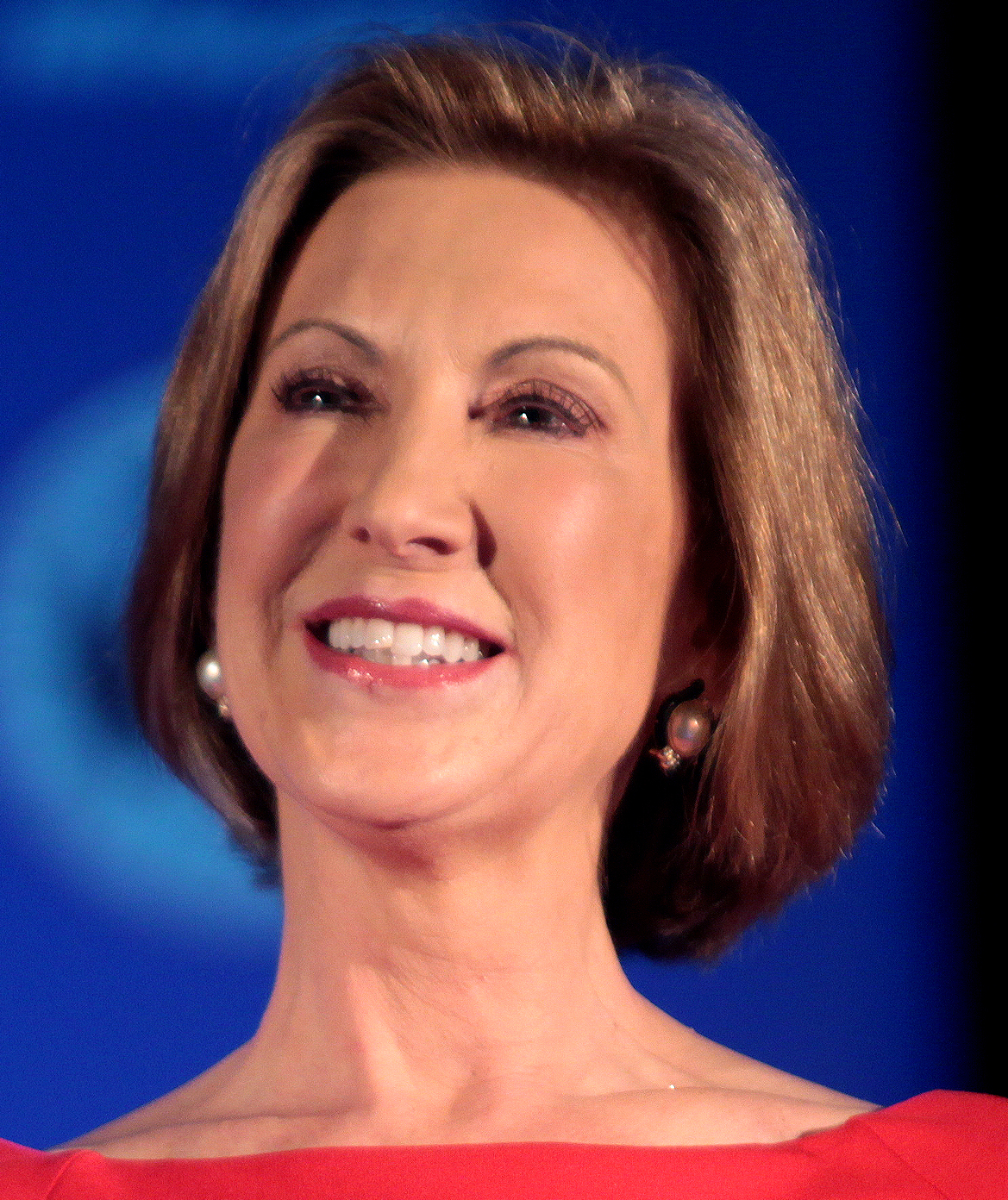
Carly Fiorina uit Virginia
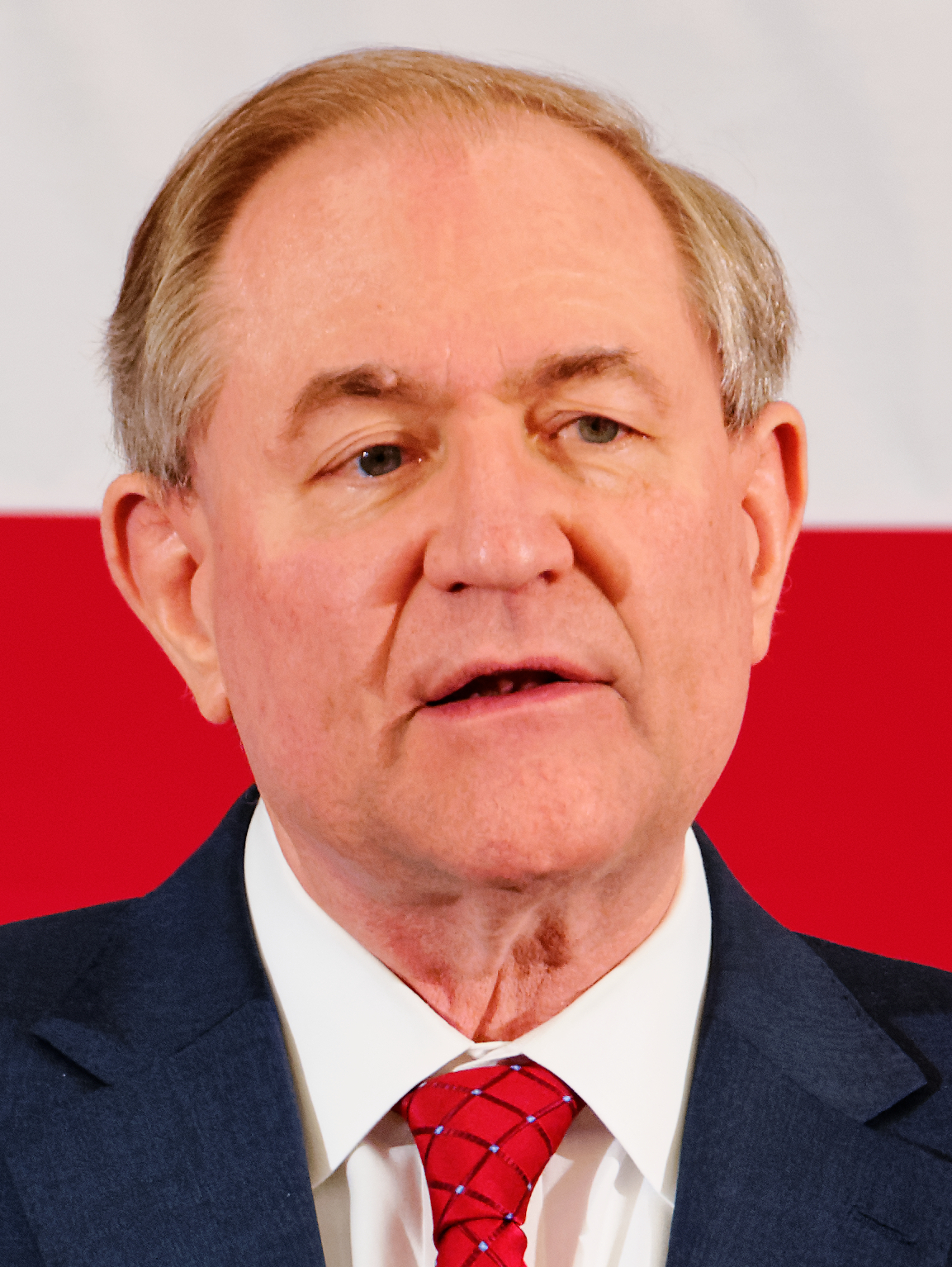
Jim Gilmore uit Virginia
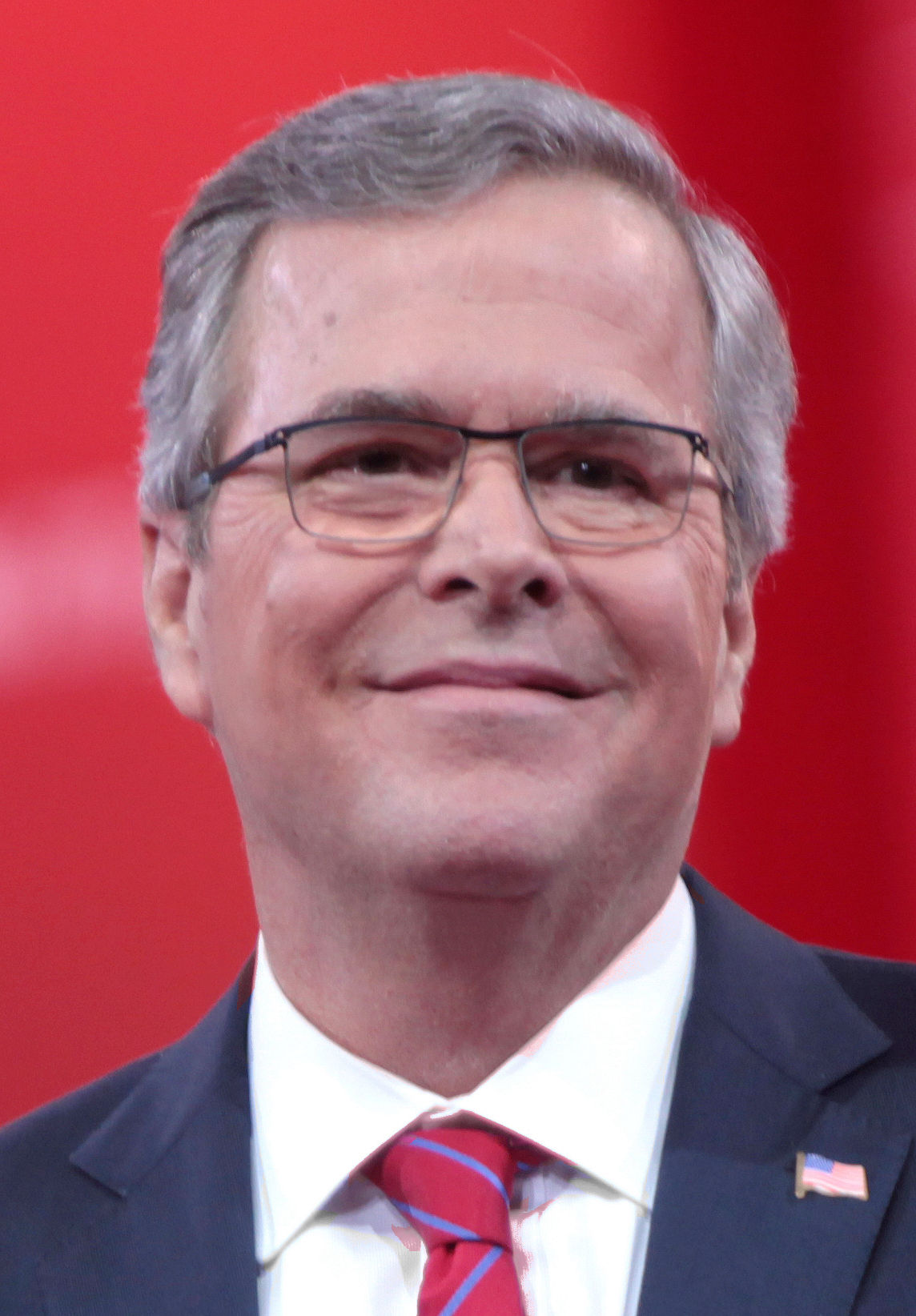
Jeb Bush uit Florida
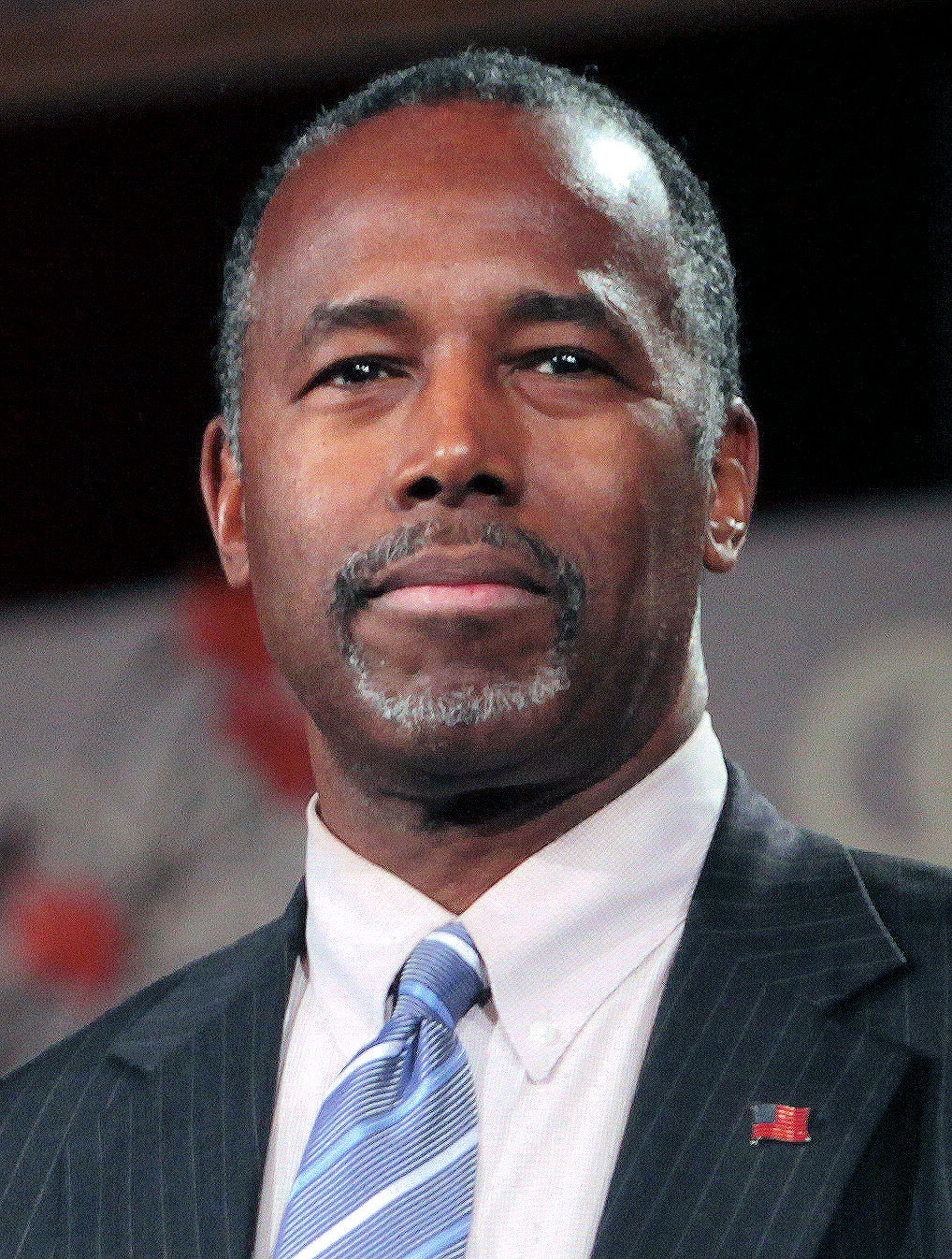
Ben Carson uit Maryland
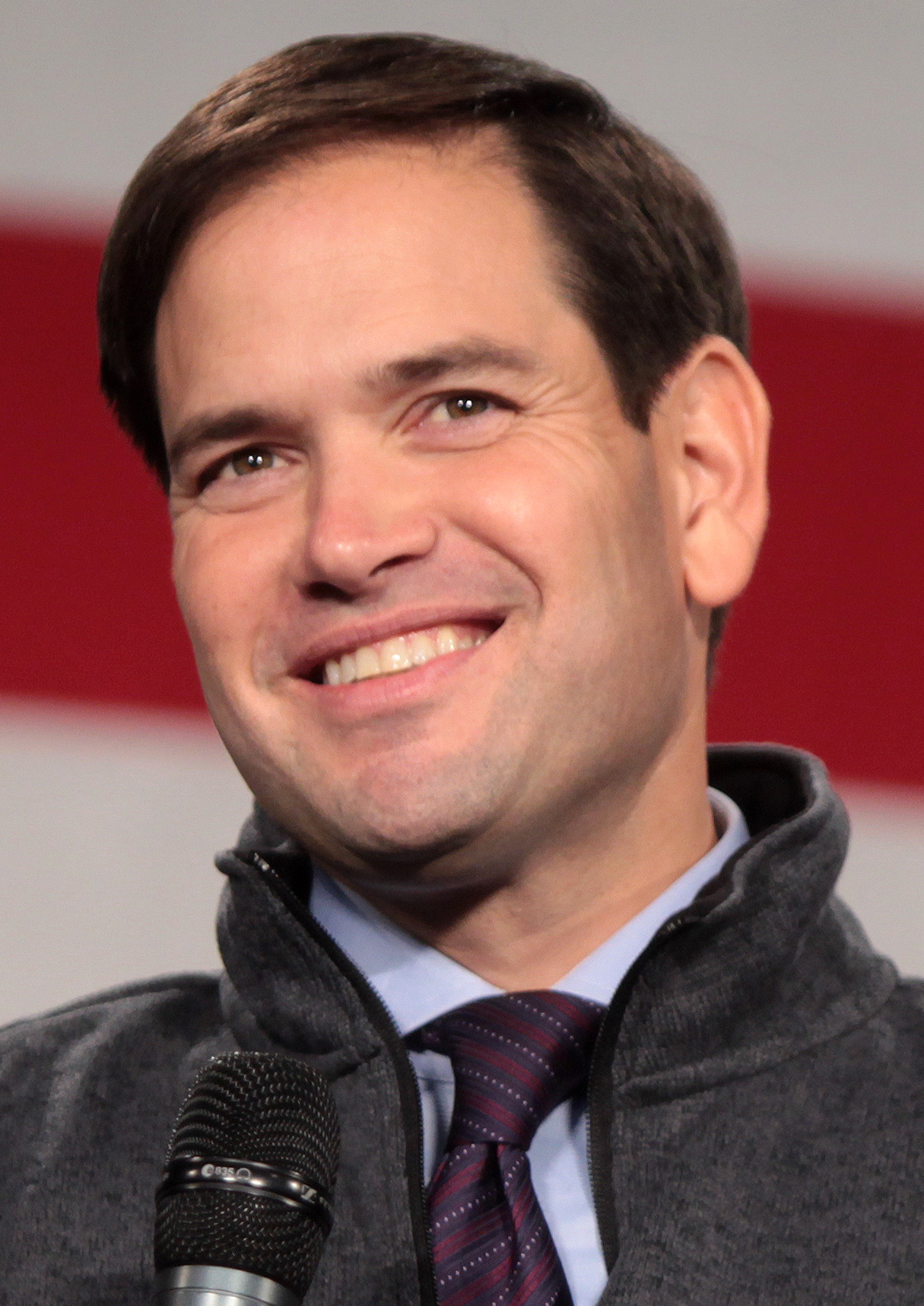
Marco Rubio uit Florida
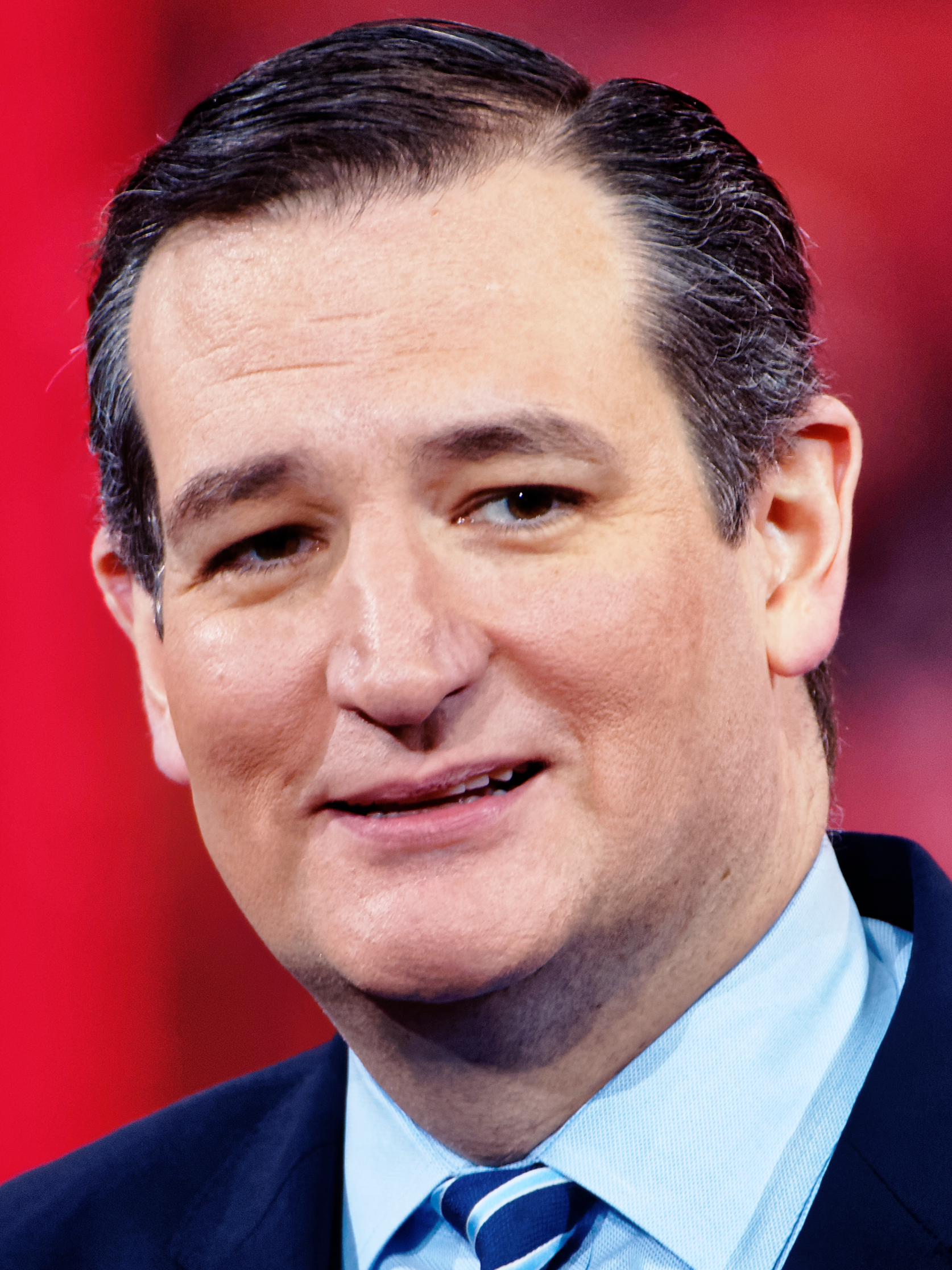
Ted Cruz uit Texas
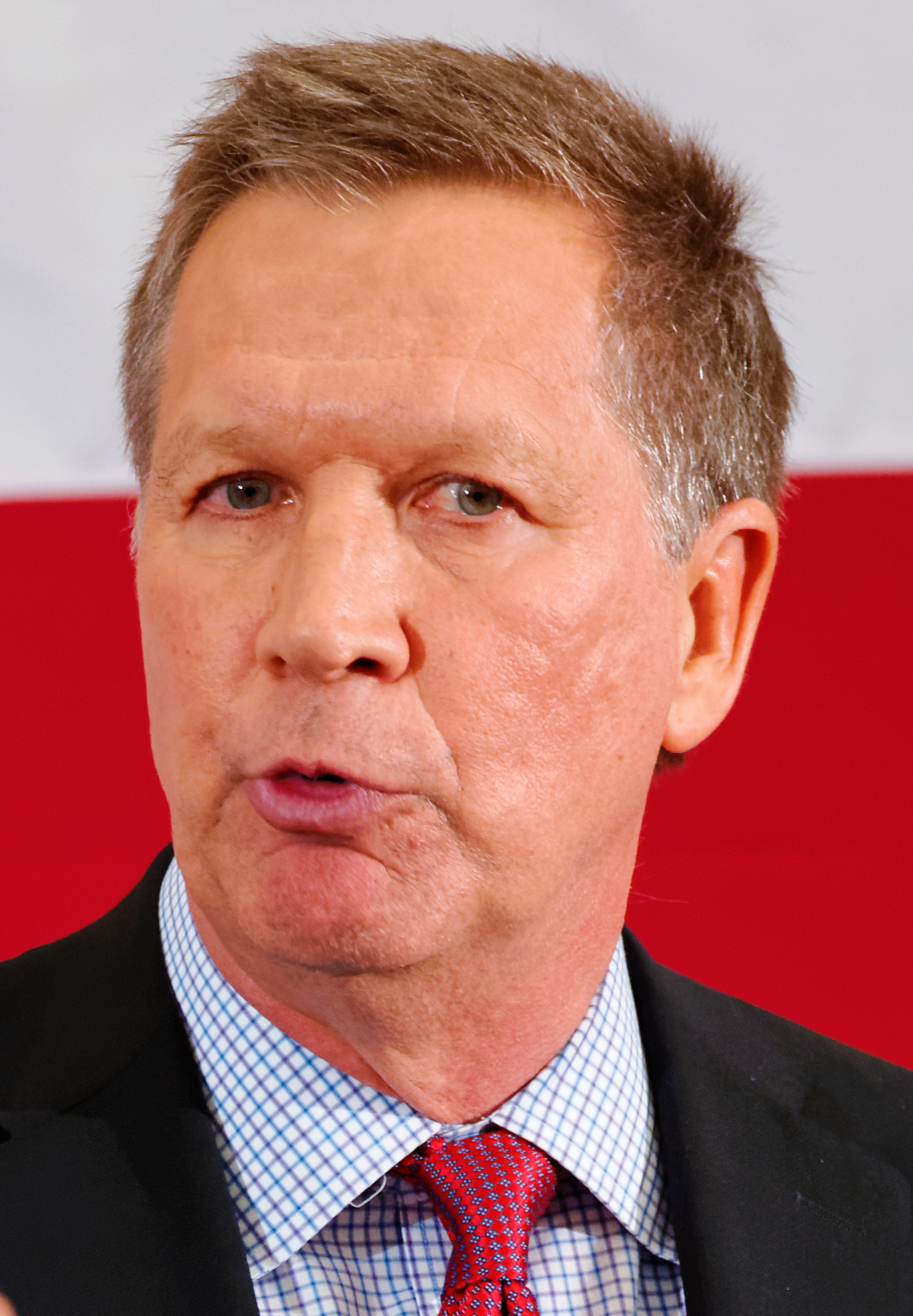
John Kasich uit Ohio

### Groene Partij

#### Genomineerde kandidaat
- Jill Stein, arts uit Massachusetts; presidentskandidaat (2012)[47]

#### Kandidaat in de voorverkiezingen
- Darryl Cherney, muzikant en activist uit Californië[48]

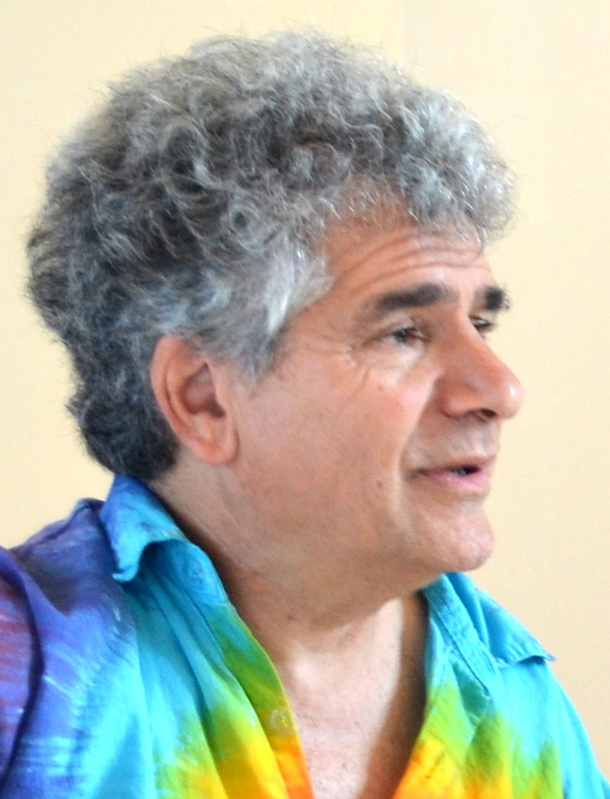
Darryl Cherney uit Californië

### Libertarische Partij

#### Genomineerde kandidaat
- Gary Johnson

#### Kandidaten in de voorverkiezingen
- John McAfee
- Austin Petersen
- Robert David Steele, schrijver en activist uit Virginia; presidentskandidaat (2012).[49] Campagne beëindigd op 5 januari 2016.[50]
- Vermin Supreme

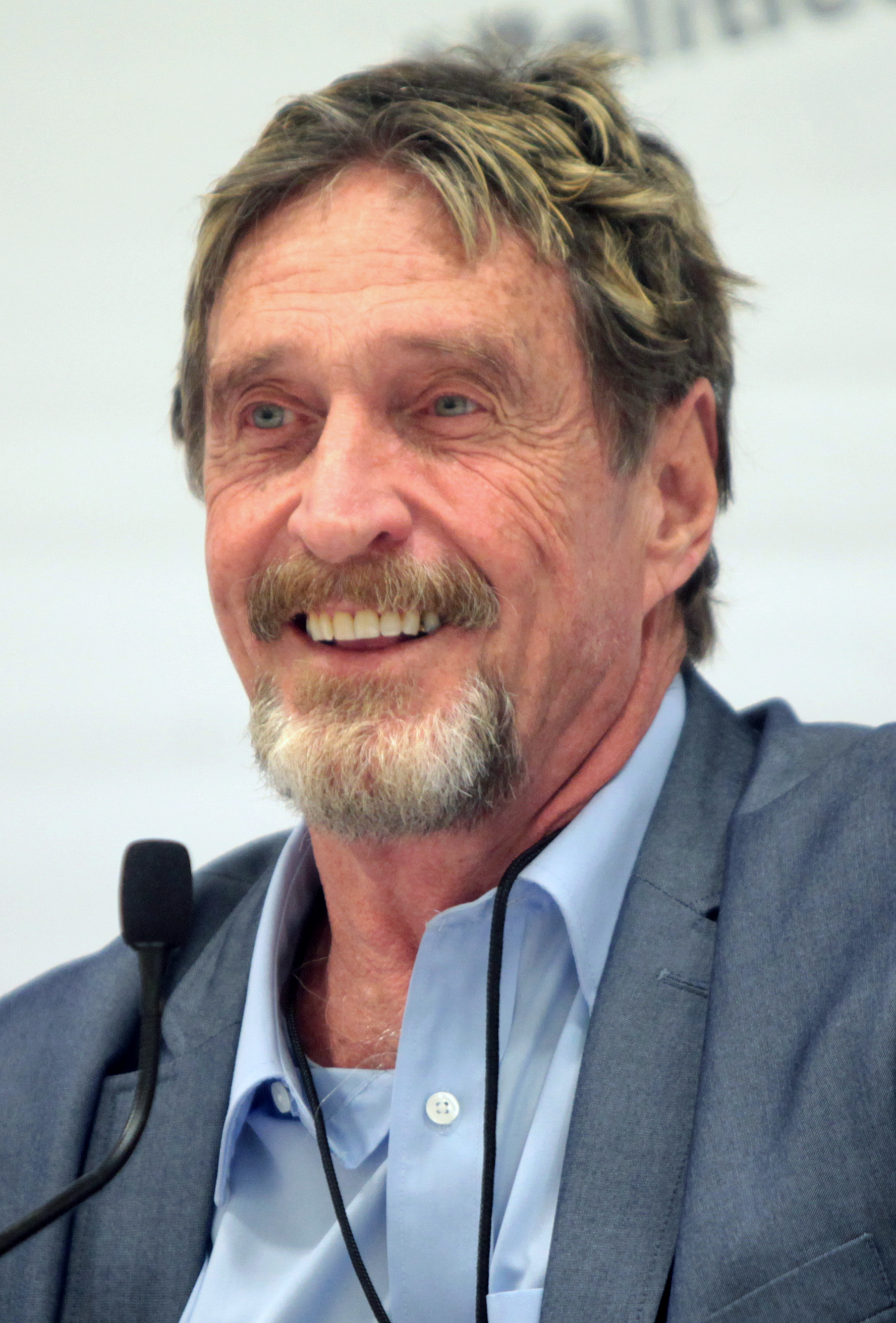
John McAfee uit Californië
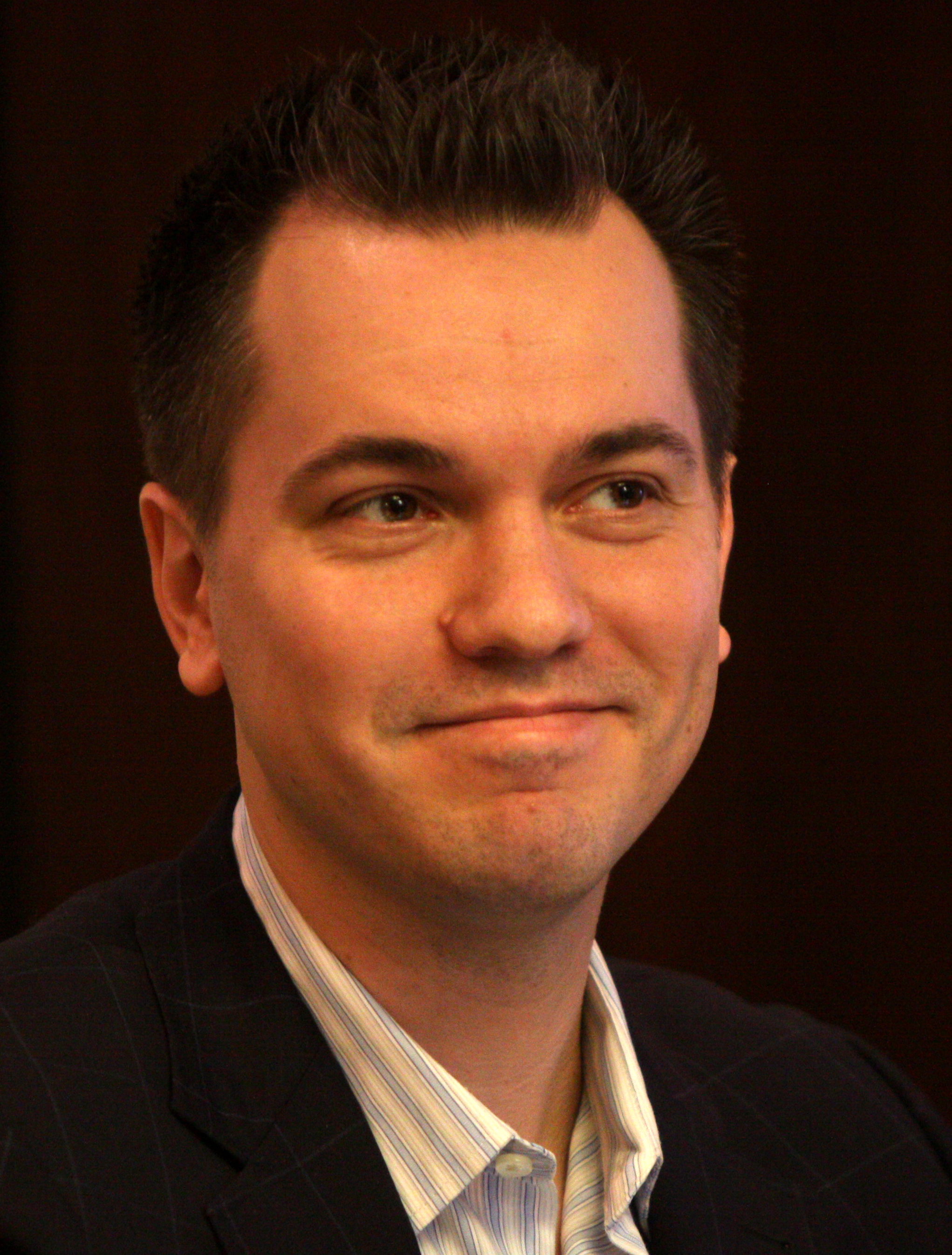
Austin Petersen uit Missouri
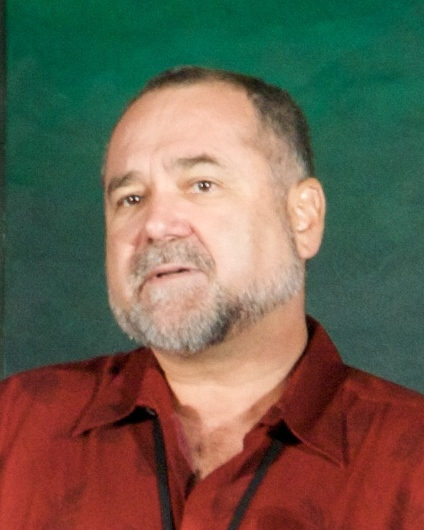
Robert David Steele uit New York
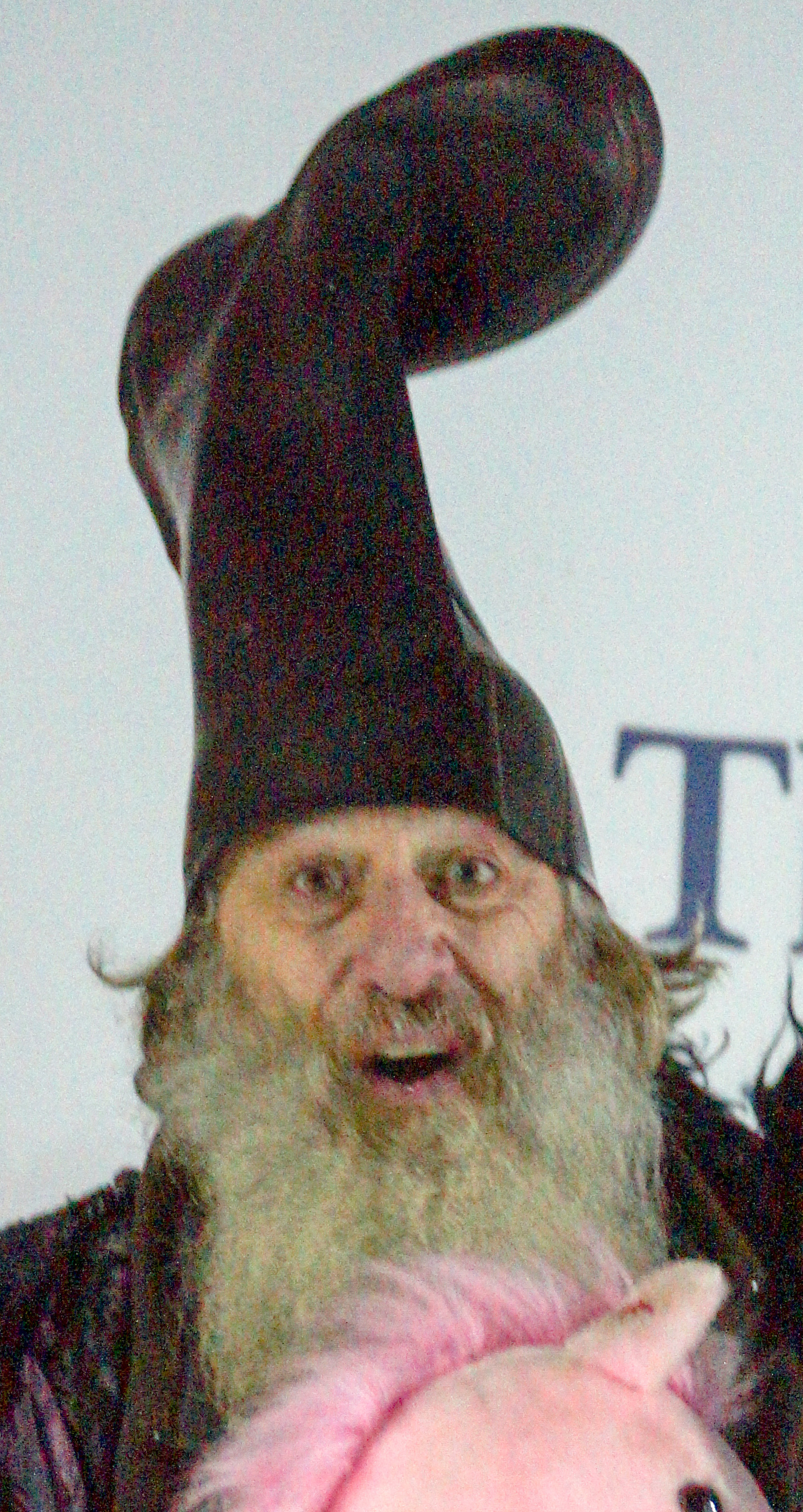
Vermin Supreme uit Maryland

### Onafhankelijk
- Michael Bloomberg, burgemeester van New York (2002–2013); bestuursvoorzitter van Bloomberg L.P. (1981–2001, 2014–heden) werd gezien als een mogelijke kandidaat, maar gaf op 8 maart 2016 aan zich niet kandidaat te stellen.[51]
- Evan McMullin (2 april 1976), mormoon, oud-republikein en -CIA-agent. Maakte volgens peilingen als enige onafhankelijke een redelijke kans om een staat (in dit geval Utah) te winnen.

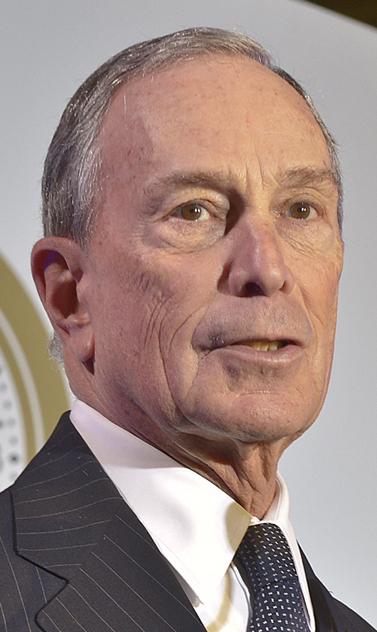
Michael Bloomberg uit New York
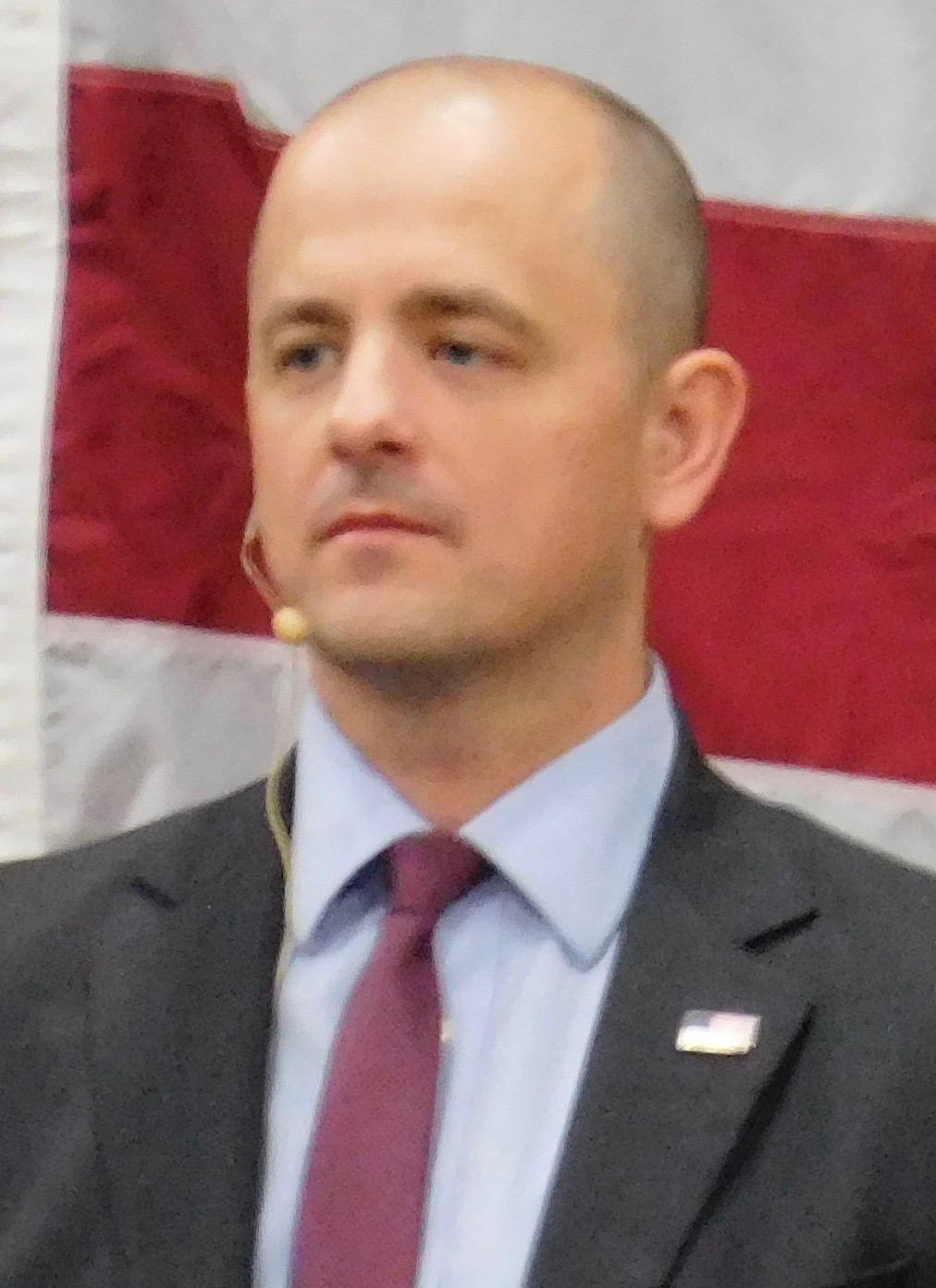
Evan McMullin uit Utah

## Partijconventies
De partijconventies waarop de presidentskandidaten per partij aangekondigd worden, vonden plaats in juli 2016. Op de partijconventies van de Democratische Partij en de Republikeinse Partij werden naast de officiële benoeming van de presidentskandidaten ook de vicepresidentskandidaten (= running mates) voorgedragen.

### Democratische Partij
In juli 2014 maakte het Democratisch Nationaal Comité zes finalisten bekend voor hun nationale partijconventie: Birmingham (Alabama), Columbus en Cleveland (allebei Ohio), New York (New York), Philadelphia (Pennsylvania) en Phoenix (Arizona). In februari 2015 kwam Philadelphia als winnaar uit de bus. De conventie vond in de week van 25 juli 2016 plaats.

#### Vicepresidentskandidaat
Op 22 juli 2016 maakte Hillary Clinton bekend dat zij Tim Kaine had gekozen als haar vicepresidentskandidaat.
De volgende personen werden eerder door verschillende bronnen genoemd als een mogelijke running mate bij de Democratische Partij:
- Tim Kaine, senator voor Virginia (2013–heden); voorzitter van het Democratisch Nationaal Comité (2009–2011); gouverneur van Virginia (2006–2010); burgemeester van Richmond (1998–2000).[55]
- Elizabeth Warren, senator voor Massachusetts (2013–heden).[56]
- Julián Castro, minister van Volkshuisvesting en Stedelijke Ontwikkeling (2014–2017); burgemeester van San Antonio (2009–2014).[57]
- Cory Booker, senator voor New Jersey (2013–heden); burgemeester van Newark (2006–2013).[58]
- Tom Vilsack, minister van Landbouw (2009–2017); gouverneur van Iowa (1999–2007); burgemeester van Mount Pleasant (1987–1992).[59]
- Sherrod Brown, senator voor Ohio (2007–heden); afgevaardigde voor Ohio (1993–2007).[60]
- Tom Perez, minister van Arbeid (2013–2017); directeur-generaal departement voor Burgerrechten van het ministerie van Justitie (2009–2013).[61]
- Xavier Becerra, afgevaardigde voor Californië (1993–2017).[62]
- James Stavridis, opperbevelhebber van het Supreme Headquarters Allied Powers Europe (2009–2013); bevelhebber van het United States Southern Command (2006–2009).[63]

### Republikeinse Partij
Het Republican National Committee kondigde in juli 2014 aan dat de nationale partijconventie van 18 tot 21 juli 2016 in Cleveland zou gaan plaatsvinden.

#### Vicepresidentskandidaat
Op 15 juli maakte Donald Trump bekend dat hij Mike Pence had gekozen als zijn vicepresidentskandidaat. De volgende personen werden eerder door verschillende bronnen genoemd als een mogelijke running mate bij de Republikeinse Partij:
- Mike Pence, gouverneur van Indiana (2013–2017); afgevaardigde voor Indiana (2001–2013).[67]
- Newt Gingrich, voorzitter van het Huis van Afgevaardigden (1995–1999); afgevaardigde voor Georgia (1979–1999).[68]
- Chris Christie, gouverneur van New Jersey (2010–2018); officier van justitie voor het district van New Jersey (2002–2008).[69]
- Jeff Sessions, senator voor Alabama (1997–2017); procureur-generaal van Alabama (1995–1997); officier van justitie voor het Zuidelijke district van Alabama (1981–1993).[70]
- Bob Corker, senator voor Tennessee (2007–2019); burgemeester van Chattanooga (2001–2005).[71]
- Mary Fallin, gouverneur van Oklahoma (2011–2019); afgevaardigde voor Oklahoma (2007–2011); luitenant-gouverneur van Oklahoma (1995–2007).[72]
- Joni Ernst, senator voor Iowa (2015–heden).[73]
- Marsha Blackburn, afgevaardigde voor Tennessee (2003–2019).[74]
- Michael Flynn, directeur van de Defense Intelligence Agency (2012–2014).[75]
- James Mattis, bevelhebber van het United States Central Command (2008–2010).[76]

### Libertarische Partij
De Libertarische Nationale Conventie werd gehouden in Orlando, Florida van 26 tot en met 30 mei 2016.

## Uitslag
De peilingen voorspelden niet een duidelijke winnaar, ondanks dat Hillary Clinton in totaal het hoogste aantal stemmen kreeg, werd Donald Trump verkozen tot president. Dit kwam door het systeem van het Kiescollege, dat kleinere staten bevoordeelt. Donald Trump deed het beter dan verwacht in Wisconsin, Michigan en Pennsylvania, staten in de Midwest die de voorbije verkiezingen steevast voor Democratische presidenten stemden. Hij won deze staten en swing state Florida nipt, wat hem een ruime meerderheid in het kiescollege opleverde, terwijl Clinton een ruime overwinning behaalde in de meestbevolkte staat Californië, wat haar veel stemmen maar geen extra kiesmannen opleverde.
De kandidaten in het lichtgeel namen niet deel aan de verkiezing maar kregen stemmen van zogenaamde faithless electors, dit zijn kiesmannen die afwijken van de stem die ze geacht worden uit te  brengen (in dit geval ofwel voor Donald Trump ofwel voor Hillary Clinton). Dezelfde kandidaten, met uitzondering van Faith Spotted Eagle, kregen bij de verkiezing zelf ook zogenaamde write-in-stemmen, dit is wanneer kiezers gebruik maken van de mogelijkheid om de naam van een persoon zelf op hun stembiljet te schrijven, ook al is die niet officieel kandidaat.
| Presidentskandidaat          | Partij                   | Thuisstaat         | Stemmen            | Stemmen            | Kiesmannen | Running mate            | Running mate         | Running mate |
| Presidentskandidaat          | Partij                   | Thuisstaat         | Aantal             | Percentage         | Kiesmannen | Vicepresidentskandidaat | Thuisstaat           | Kiesmannen   |
| ---------------------------- | ------------------------ | ------------------ | ------------------ | ------------------ | ---------- | ----------------------- | -------------------- | ------------ |
| Donald John Trump            | Republikeins             | New York           | 62.984.828         | 46,09%             | 304        | Michael Richard Pence   | Indiana              | 304          |
| Hillary Diane Rodham Clinton | Democratisch             | New York           | 65.853.514         | 48,18%             | 227        | Timothy Michael Kaine   | Virginia             | 227          |
| Colin Powell                 | Republikeins             | Virginia           | 25                 | 0,00%              | 3          | Elizabeth Warren        | Massachusetts        | 1            |
| Colin Powell                 | Republikeins             | Virginia           | 25                 | 0,00%              | 3          | Maria Cantwell          | Washington           | 1            |
| Colin Powell                 | Republikeins             | Virginia           | 25                 | 0,00%              | 3          | Susan Collins           | Maine                | 1            |
| Bernie Sanders               | Onafhankelijk            | Vermont            | 111.850            | 0,08%              | 1          | Tulsi Gabbard           | Hawaï                | 0            |
| Bernie Sanders               | Onafhankelijk            | Vermont            | 111.850            | 0,08%              | 1          | Elizabeth Warren        | Massachusetts        | 1            |
| John Kasich                  | Republikeins             | Ohio               | 2.684              | 0,00%              | 1          | Carly Fiorina           | Virginia             | 1            |
| Ron Paul                     | Libertarisch             | Texas              | 124                | 0,00%              | 1          | Mike Pence              | Indiana              | 1            |
| Faith Spotted Eagle          | Democratisch             | South Dakota       | 0                  | 0,00%              | 1          | Winona LaDuke           | Minnesota            | 1            |
| Gary Johnson                 | Libertarisch             | New Mexico         | 4.489.341          | 3,28%              | 0          | Bill Weld               | Massachusetts        | 0            |
| Jill Stein                   | Groen                    | Massachusetts      | 1.457.218          | 1,07%              | 0          | Ajamu Baraka            | Illinois             | 0            |
| Evan McMullin                | Onafhankelijk            | Utah               | 731.991            | 0,54%              | 0          | Mindy Finn              | District of Columbia | 0            |
| Darrell Castle               | Constitution             | Tennessee          | 203.090            | 0,15%              | 0          | Scott Bradley           | Utah                 | 0            |
| Gloria La Riva               | Socialism and Liberation | Californië         | 74.401             | 0,05%              | 0          | Eugene Puryear          | District of Columbia | 0            |
| Anderen                      | Anderen                  | Anderen            | 760.210            | 0,56%              | —          | Anderen                 | Anderen              | —            |
| Totaal                       | Totaal                   | Totaal             | 136.669.276        | 100%               | 538        |                         |                      | 538          |
| Nodig om te winnen           | Nodig om te winnen       | Nodig om te winnen | Nodig om te winnen | Nodig om te winnen | 270        |                         |                      | 270          |

### Per staat

Kaart volgens percentage stemmen per staat: hoe donkerder blauw, hoe meer voor Clinton, en hoe donkerder rood, hoe meer voor Trump

| Staat             | Clinton | Trump | Andere |
| ----------------- | ------- | ----- | ------ |
| Alabama           | 0       | 9     |        |
| Alaska            | 0       | 3     |        |
| Arizona           | 0       | 11    |        |
| Arkansas          | 0       | 6     |        |
| Californië        | 55      | 0     |        |
| Colorado          | 9       | 0     |        |
| Connecticut       | 7       | 0     |        |
| Delaware          | 3       | 0     |        |
| Florida           | 0       | 29    |        |
| Georgia           | 0       | 16    |        |
| Hawaï             | 3       | 0     | 1      |
| Idaho             | 0       | 4     |        |
| Illinois          | 20      | 0     |        |
| Indiana           | 0       | 11    |        |
| Iowa              | 0       | 6     |        |
| Kansas            | 0       | 6     |        |
| Kentucky          | 0       | 8     |        |
| Louisiana         | 0       | 8     |        |
| Maine*            | 3       | 1     |        |
| Maryland          | 10      | 0     |        |
| Massachusetts     | 11      | 0     |        |
| Michigan          | 0       | 16    |        |
| Minnesota         | 10      | 0     |        |
| Mississippi       | 0       | 6     |        |
| Missouri          | 0       | 10    |        |
| Montana           | 0       | 3     |        |
| Nebraska*         | 0       | 5     |        |
| Nevada            | 6       | 0     |        |
| New Hampshire     | 4       | 0     |        |
| New Jersey        | 14      | 0     |        |
| New Mexico        | 5       | 0     |        |
| New York          | 29      | 0     |        |
| North Carolina    | 0       | 15    |        |
| North Dakota      | 0       | 3     |        |
| Ohio              | 0       | 18    |        |
| Oklahoma          | 0       | 7     |        |
| Oregon            | 7       | 0     |        |
| Pennsylvania      | 0       | 20    |        |
| Rhode Island      | 4       | 0     |        |
| South Carolina    | 0       | 9     |        |
| South Dakota      | 0       | 3     |        |
| Tennessee         | 0       | 11    |        |
| Texas             | 0       | 36    | 2      |
| Utah              | 0       | 6     |        |
| Vermont           | 3       | 0     |        |
| Virginia          | 13      | 0     |        |
| Washington        | 8       | 0     | 4      |
| Washington D.C.** | 3       | 0     |        |
| West Virginia     | 0       | 5     |        |
| Wisconsin         | 0       | 10    |        |
| Wyoming           | 0       | 3     |        |

Kaart volgens percentage stemmen per county: hoe donkerder blauw, hoe meer voor Clinton, en hoe donkerder rood, hoe meer voor Trump

*Maine en Nebraska verkiezen slechts twee kiesmannen over de hele staat; de overige (respectievelijk twee en drie) kiesmannen worden per congresdistrict verkozen.
** Het federaal district Washington D.C. verkiest 3 kiesmannen

## Nasleep

### Protesten

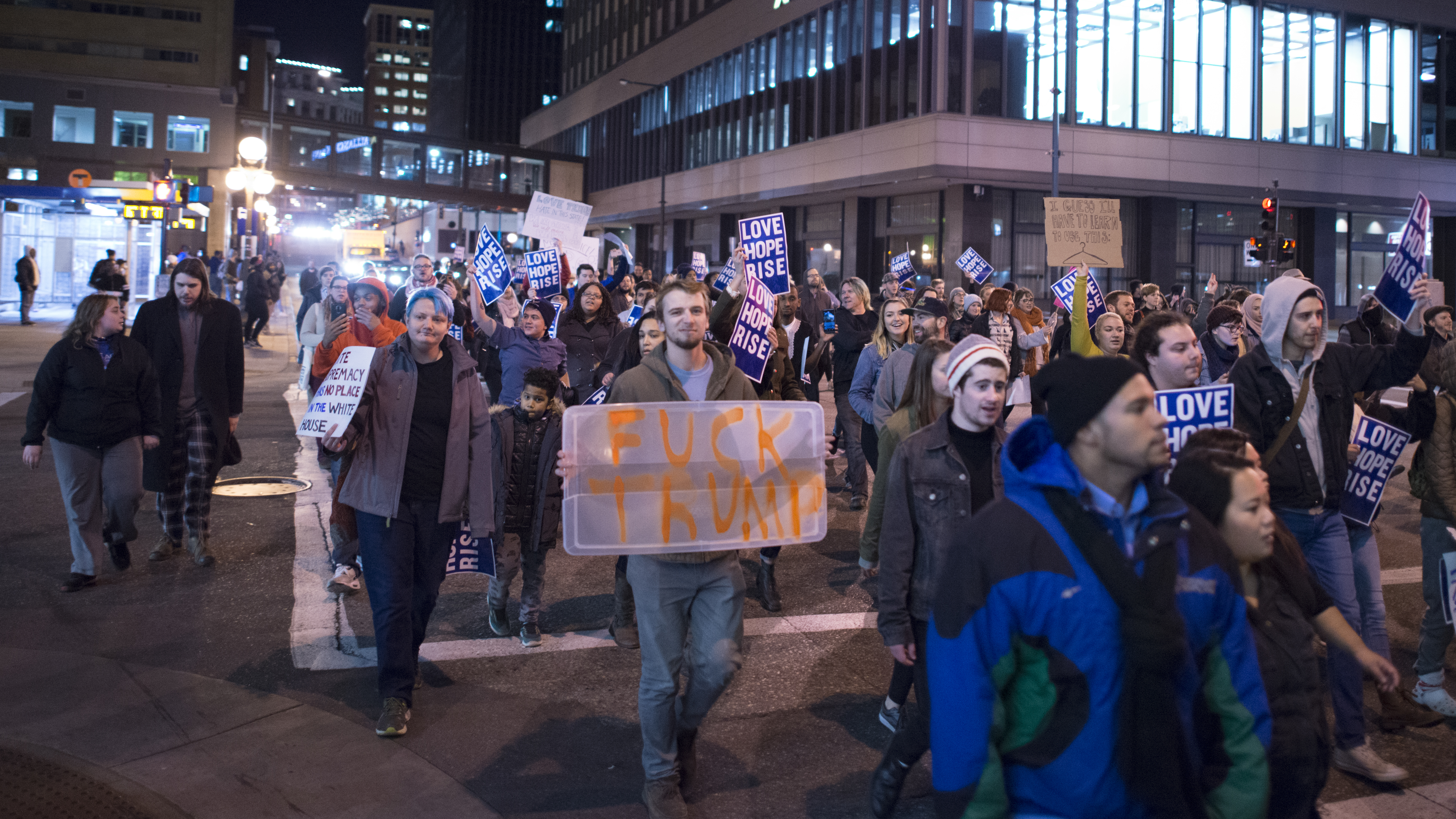
Protest tegen Trump in Saint Paul, Minnesota, op 9 november 2016

In de eerste dagen nadat Trump president-elect werd, vonden in een aantal grote Amerikaanse steden, waaronder Miami, Atlanta, Philadelphia, New York, San Francisco en Portland, protestdemonstraties plaats. Een aantal betogers werd hierbij gearresteerd. De betogers gooiden stenen, flessen, vuurwerk en Molotov-cocktails naar de politie. Sommige demonstranten waren deel van andere bewegingen, zoals Occupy Wall Street, Black Lives Matter en Moral Mondays, maar velen waren dat niet.

### Hertelling
De verschillen in enkele traditioneel door de democraten gewonnen staten waren heel klein. Een groep van informatici, onder meer van de Universiteit van Michigan, had geen sluitend bewijs van computerfraude, maar dacht uit het analyseren van statische stempatronen te kunnen concluderen dat er mogelijk gehackt zou kunnen zijn. Zo werd eind november gepoogd tot een handmatige hertelling te komen in de beslissende staten Wisconsin, Michigan en Pennsylvania. Om de verkiezingen te winnen zou Clinton al deze staten terug moeten winnen op Trump. Het geld voor de hertellingen werd opgehaald door de presidentskandidate van de Green Party, Jill Stein. Op 25 november werd het verzoek tot volledige hertelling in de staat Wisconsin ingediend. Op 5 december 2016 begon ook de staat Michigan aan de verzochte hertelling, die twee dagen later echter werd stopgezet. Op dat moment waren 22 van de 83 counties herteld en had Clinton 102 stemmen extra gekregen, terwijl ze er 10.702 achterlag. Op 12 december bevestigde Wisconsin dat de uitslag ongewijzigd bleef. De hertelling certificeerde Trumps overwinning in Wisconsin, waar hij uiteindelijk 131 stemmen meer bleek te hebben. In Pennsylvania kwam het niet tot een hertelling. Stein kwam een week na de deadline van 21 november met een verzoek. Ondanks de verstreken datum poogde ze via een rechtszaak alsnog een hertelling te laten starten, maar dit werd op 12 december afgewezen.

### Kiescollege
Na de verkiezingen moest het presidentschap van Donald Trump nog bevestigd worden door de leden van het Kiescollege. Er werd een poging gedaan om ten minste 37 van deze leden te overtuigen om niet op Trump te stemmen (ze zouden dan een Faithless elector zijn, een Kiesman die niet stemt op de kandidaat waarvoor hij is aangewezen). In één geval was er sprake van ernstige intimidatie. Verscheidene leden van het Kiescollege zelf startten een campagne om andere leden te overtuigen te stemmen "volgens hun geweten en voor het welzijn van Amerika". Voormalig kandidaat in de Democratische presidentiële voorverkiezingen Lawrence Lessig beloofde pro bono juridisch advies en zette een website op waarin de leden die van plan waren om niet op Trump te stemmen in het geheim konden communiceren. Op 19 december stemden uiteindelijk twee kiesmannen niet voor Trump, en vijf leden van het kiescollege die voor Clinton hadden moeten stemmen gaven hun stem aan een andere kandidaat. Nog eens drie kiezers probeerden niet voor Clinton te stemmen, maar werden of vervangen, of gedwongen opnieuw te stemmen.

### Russische inmenging
Op 9 december 2016 bracht de CIA een rapport uit aan de Senaat dat stelde dat een Russische entiteit e-mails van Hillary Clinton’s campagneleider en de administratie van de Democratische Partij had gehackt. Dit zou gedaan zijn om de kandidatuur van Donald Trump te bevoordelen. De FBI stemde in met deze constatering. President Obama gelastte een diepgaand onderzoek naar een dergelijke mogelijke interventie. Begin januari 2017 verklaarde Hoofd Inlichtingendienst James R. Clapper in de betrokken Senaatscommissie dat de beweerde Russische bemoeienis in de presidentiële campagne van 2016 verder ging dan hacking en ook desinformatie en de verspreiding van fake news, vaak via sociale media, omvatte.
President-elect Trump betitelde het rapport aanvankelijk als gefabriceerd en Wikileaks ontkende elke betrokkenheid van Russische autoriteiten. Enkele dagen later zei Trump dat hij kon worden overtuigd van de Russische hacking “als er integrale bewijzen zouden komen van de FBI en andere diensten”. Verscheidene senatoren, onder wie de Republikeinen John McCain, Richard Burr, en Lindsey Graham verlangden een onderzoek door het Congres. Andere Republikeinen, zoals Rand Paul van Kentucky en James Lankford van Oklahoma uitten hun steun voor een diepgaand onderzoek.
Op 20 maart 2017 bevestigde toenmalig FBI-directeur James Comey dat er een onderzoek zou komen naar eventuele Russische inmenging tijdens de verkiezingen en mogelijke contacten tussen Trumps campagneteam en de Russische president.
Begin mei 2017 ontsloeg president Trump FBI-directeur Comey. Het motief voor het ontslag was volgens hem het slechte functioneren van Comey, in het bijzonder bij de kwestie waarbij Hillary Clinton een privé e-mailserver had gebruikt voor officiële communicatie. Vermoedens bestonden echter dat de ware reden het onderzoek naar de mogelijke Russische connecties met Trump was. Op 11 mei vertelde Trump in een interview met NBC News echter wel dat hij de kwestie Rusland in zijn gedachten had toen hij Comey ontsloeg. "Toen ik het besloot, zei ik tegen mezelf, ik zei, weet je, dit Ruslandding met Trump en Rusland is een verzonnen verhaal", waarna hij nogmaals zijn overtuiging uitsprak dat er geen bewijs was voor een Russische beïnvloeding van de verkiezingen, en dat het een excuus was voor het verlies van de Democraten.
Volgens enkele personen in de omgeving van Comey geïnterviewd door The New York Times had Trump in januari aan Comey gevraagd hem loyaliteit te beloven. Comey weigerde echter dit te doen, en zei alleen zijn oprechtheid te kunnen geven. Trump ontkende dit gevraagd te hebben, maar zei dat zo'n discussie niet per se ongepast zou zijn. Enkele bronnen binnen de FBI gaven volgens CBS te kennen dat het ontslag van Comey een opstapeling van pogingen van hoog niveau was om het onderzoek naar de kwestie Rusland te blokkeren. Voor het Huis van Afgevaardigden verklaarde de nieuwe directeur van de FBI Andrew G. McCabe echter "dat er geen pogingen waren om het onderzoek te frustreren".
Eind mei 2017 werd Trump door onderminister van Justitie Rod Rosenstein op de hoogte gesteld van de benoeming van nog een voormalig FBI-chef, Robert Mueller, tot Speciale Aanklager, belast met het onderzoek van de mogelijke banden van het Trumpteam met Rusland. President Trump zelf noemde het onderzoek "de ergste heksenjacht op een Amerikaanse politicus in de geschiedenis".
In juli 2017 werd bekend dat er op 9 juni 2016 in de Trump Tower een door de publicist Rob Goldstone belegde bijeenkomst op voorstel van de Russische vastgoedondernemer en vriend van Trump Jr., Emin Ağalarov, plaatsvond. Aanwezig waren drie leden van de Trumpcampagne - Donald Trump jr., Jared Kushner en Paul Manafort - en de Russische advocate Natalia Veselnitskaya, haar tolk Anatoli Samochornov, de Russisch-Amerikaanse lobbyist Rinat Akhmetshin en de Russisch-Amerikaanse projectontwikkelaar Ike Kaveladze. Volgens Trump Jr. zou het onderwerp van het overleg hebben bestaan uit door de Russen toegezegde mogelijk belastende informatie over Hillary Clinton.
Veselnitskaya houdt zich als advocate doorgaans bezig met het intrekken van sancties van het Amerikaanse Congres ten opzichte van Russische zakenlui. Ze wordt er van verdacht contacten te hebben met het Kremlin, maar zelf heeft ze dit altijd ontkend. Donald Trump jr. verklaarde geïnteresseerd te zijn in belastende informatie over Clinton, maar kreeg naar eigen zeggen in het gesprek geen bruikbare informatie voor de campagne van Trump. Volgens Trump Jr. waren haar beweringen vaag en tegenstrijdig.
Op 24 maart 2019 stuurde Minister van Justitie Barr een brief naar het Congres over de bevindingen van het ingestelde comité in verband met de Russische inmenging en de obstructie van de rechtsgang. Barr zei dat Mueller weliswaar beschreef dat de Russen de verkiezing hebben geprobeerd te beïnvloeden, maar dat niet aangetoond kon worden dat leden van Trumps campagne met hen hadden samengewerkt. Over de obstructie van de rechtsgang door Trump trok het rapport nog geen definitieve conclusie.
Op 29 mei 2019 kondigde Mueller aan te stoppen als speciale aanklager en dat de commissie werd opgeheven. In zijn eerste en laatste publieke commentaar zei hij dat er niets meer te zeggen was dan wat al in het rapport stond en dat de commissie geen mogelijkheden had gezien om Trump te kunnen aanklagen.
Een interne herziening van het CIA-rapport, in juni 2025 gepubliceerd op instructie van directeur John Ratcliffe, noemde de conclusies uit 2016 echter “politiek gemotiveerd” en niet-professioneel.
1789 · 1792 · 1796 · 1800 · 1804 · 1808 · 1812 · 1816 · 1820 · 1824 · 1828 · 1832 · 1836 · 1840 · 1844 · 1848 · 1852 · 1856 · 1860 · 1864 · 1868 · 1872 · 1876 · 1880 · 1884 · 1888 · 1892 · 1896 · 1900 · 1904 · 1908 · 1912 · 1916 · 1920 · 1924 · 1928 · 1932 · 1936 · 1940 · 1944 · 1948 · 1952 · 1956 · 1960 · 1964 · 1968 · 1972 · 1976 · 1980 · 1984 · 1988 · 1992 · 1996 · 2000 · 2004 · 2008 · 2012 · 2016 · 2020 · 2024